# Llista de monuments de Terrassa
Llista de monuments de Terrassa inclosos en l'Inventari del Patrimoni Arquitectònic Català per al municipi de Terrassa (Vallès Occidental). Inclou els inscrits en el Registre de Béns Culturals d'Interès Nacional (BCIN) amb la classificació de monuments històrics i els Béns Culturals d'Interès Local (BCIL) de caràcter arquitectònic.
| Monument                                                                                                   | Protecció       | Estil/època                                                                          | Localització                                                                               | Coordenades                                          | Codi?         | Imatge |
| --- | --------------- | ------------------------------------------------------------------------------------ | ------------------------------------------------------------------------------------------ | ---------------------------------------------------- | ------------- | --- |
| Castell cartoixa de Vallparadís                                                                            | BCIN 215-MH     | Gòtic XII-XIV                                                                        | Terrassa C. Salmerón, parc de Vallparadís                                                  | 41° 33′ 53″ N, 2° 01′ 09″ E / 41.564648°N,2.019114°E | RI-51-0001146 | Castell cartoixa de Vallparadís (Terrassa) · Vegeu més fotos d'aquest monument · Carregueu una nova foto d'aquest monument                                 |
| Parc de Vallparadís                                                                                        | BCIN 216-CH     | Paleocristià/tardoromà, preromànic VII                                               | Terrassa                                                                                   | 41° 33′ 55″ N, 2° 01′ 07″ E / 41.565183°N,2.018534°E | RI-53-0000021 | Parc de Vallparadís (Terrassa) · Vegeu més fotos d'aquest monument · Carregueu una nova foto d'aquest monument                                             |
| Castell palau de Terrassa                                                                                  | BCIN 1622-MH    | XV-XVI                                                                               | Terrassa Pl. de la Torre del Palau                                                         | 41° 33′ 44″ N, 2° 00′ 39″ E / 41.562349°N,2.010813°E | RI-51-0005739 | Castell palau de Terrassa · Vegeu més fotos d'aquest monument · Carregueu una nova foto d'aquest monument                                                  |
| Església de Sant Pere                                                                                      | BCIN 1973-MH    | Paleocristià/tardo-romà, preromànic VI, XIII                                         | Terrassa Pl. Mossèn Homs, conjunt de les esglésies de Sant Pere                            | 41° 34′ 02″ N, 2° 01′ 06″ E / 41.567101°N,2.018465°E | RI-51-0000429 | Església de Sant Pere (Terrassa) · Vegeu més fotos d'aquest monument · Carregueu una nova foto d'aquest monument                                           |
| Església de Santa Maria                                                                                    | BCIN 1974-MH    | Paleocristià/tardo-romà, romànic VI, XI, XII                                         | Terrassa Pl. Mossèn Homs, conjunt de les esglésies de Sant Pere                            | 41° 34′ 00″ N, 2° 01′ 08″ E / 41.566672°N,2.018772°E | RI-51-0000428 | Església de Santa Maria (Terrassa) · Vegeu més fotos d'aquest monument · Carregueu una nova foto d'aquest monument                                         |
| Església de Sant Miquel                                                                                    | BCIN 1975-MH    | Paleocristià/tardo-romà VI                                                           | Terrassa Pl. Mossèn Homs, conjunt de les esglésies de Sant Pere                            | 41° 34′ 01″ N, 2° 01′ 07″ E / 41.566887°N,2.018636°E | RI-51-0000427 | Església de Sant Miquel (Terrassa) · Vegeu més fotos d'aquest monument · Carregueu una nova foto d'aquest monument                                         |
| Vapor Aymerich, Amat i Jover, Museu de la Ciència i la Tècnica de Catalunya                                | BCIN 4407-MH-EN | Modernisme XX (1909)                                                                 | Terrassa Rambla d'Ègara, 270                                                               | 41° 33′ 54″ N, 2° 00′ 28″ E / 41.565135°N,2.007816°E | IPA-28214     | Vapor Aymerich, Amat i Jover (Terrassa) · Vegeu més fotos d'aquest monument · Carregueu una nova foto d'aquest monument                                    |
| Habitatge a la carretera de Matadepera, 466                                                                |                 | Noucentisme XX                                                                       | Terrassa Ctra. de Matadepera, 466                                                          | 41° 35′ 27″ N, 2° 01′ 14″ E / 41.59093°N,2.02064°E   | IPA-27452     | Habitatge a la carretera de Matadepera, 466 (Terrassa) · Vegeu més fotos d'aquest monument · Carregueu una nova foto d'aquest monument                     |
| Rectoria de Sant Pere                                                                                      |                 | Obra popular XVIII                                                                   | Terrassa C. de la Rectoria, 1 - pl. Mossèn Homs, 1 (conjunt de les esglésies de Sant Pere) | 41° 34′ 00″ N, 2° 01′ 06″ E / 41.566666°N,2.018291°E | IPA-28041     | Rectoria de Sant Pere (Terrassa) · Vegeu més fotos d'aquest monument · Carregueu una nova foto d'aquest monument                                           |
| Pont de Sant Pere                                                                                          | BCIL 2003       | Obra popular XVI                                                                     | Terrassa C. de la Creu Gran - Pl. Mossèn Homs                                              | 41° 34′ 00″ N, 2° 01′ 03″ E / 41.566703°N,2.017394°E | IPA-28047     | Pont de Sant Pere (Terrassa) · Vegeu més fotos d'aquest monument · Carregueu una nova foto d'aquest monument                                               |
| Masia Freixa                                                                                               | BCIL 2003       | Modernisme Lluís Muncunill XX (1910)                                                 | Terrassa Pl. de Josep Freixa i Argemí, 11, Ca n'Aurell                                     | 41° 33′ 47″ N, 2° 00′ 15″ E / 41.563003°N,2.004222°E | IPA-28048     | Masia Freixa (Terrassa) · Vegeu més fotos d'aquest monument · Carregueu una nova foto d'aquest monument                                                    |
| Murs de contenció de la Casa Salvans                                                                       | BCIL 2003       | Modernisme Lluís Muncunill XX (1909)                                                 | Terrassa C. Salmerón, 23-27 - Torrent Montner                                              | 41° 33′ 56″ N, 2° 01′ 10″ E / 41.565618°N,2.019551°E | IPA-28049     | Murs de contenció de la Casa Salvans (Terrassa) · Vegeu més fotos d'aquest monument · Carregueu una nova foto d'aquest monument                            |
| Basílica del Sant Esperit, Catedral de Terrassa                                                            | BCIL 2003       | Historicisme XVI                                                                     | Terrassa Pl. Vella                                                                         | 41° 33′ 43″ N, 2° 00′ 42″ E / 41.562062°N,2.011665°E | IPA-28050     | Basílica del Sant Esperit (Terrassa) · Vegeu més fotos d'aquest monument · Carregueu una nova foto d'aquest monument                                       |
| Ajuntament de Terrassa                                                                                     | BCIL 2003       | Historicisme XX Inici                                                                | Terrassa Raval de Montserrat, 18-20                                                        | 41° 33′ 47″ N, 2° 00′ 36″ E / 41.563118°N,2.010066°E | IPA-28054     | Ajuntament de Terrassa · Vegeu més fotos d'aquest monument · Carregueu una nova foto d'aquest monument                                                     |
| Mercat de la Independència                                                                                 | BCIL 2003       | Arquitectura del ferro Antoni Pascual i Melcior Viñals XX (1908)                     | Terrassa Rbla. d'Ègara, 124-128 - c. Goleta                                                | 41° 33′ 48″ N, 2° 00′ 30″ E / 41.56322°N,2.008336°E  | IPA-28056     | Mercat de la Independència (Terrassa) · Vegeu més fotos d'aquest monument · Carregueu una nova foto d'aquest monument                                      |
| Mercat del Triomf                                                                                          | BCIL 2003       | Arquitectura del ferro Melcior Viñals                                                | Terrassa Pl. del Triomf                                                                    | 41° 34′ 21″ N, 2° 00′ 46″ E / 41.572427°N,2.012885°E | IPA-28057     | Mercat del Triomf (Terrassa) · Vegeu més fotos d'aquest monument · Carregueu una nova foto d'aquest monument                                               |
| Casa del Bunyolero                                                                                         | BCIL 2003       | Modernisme Josep Maria Coll i Bacardí XX Inici                                       | Terrassa Portal de Sant Roc, 54                                                            | 41° 33′ 40″ N, 2° 00′ 31″ E / 41.561071°N,2.008669°E | IPA-28058     | Casa del Bunyolero (Terrassa) · Vegeu més fotos d'aquest monument · Carregueu una nova foto d'aquest monument                                              |
| Casa Benet Badrinas                                                                                        | BCIL 2003       | Modernisme, eclecticisme Lluís Muncunill XX (1916)                                   | Terrassa Pg. Comte d'Ègara, 2-4                                                            | 41° 33′ 46″ N, 2° 00′ 54″ E / 41.562833°N,2.014985°E | IPA-28059     | Casa Benet Badrinas (Terrassa) · Vegeu més fotos d'aquest monument · Carregueu una nova foto d'aquest monument                                             |
| Palau d'Indústries                                                                                         | BCIL 2003       | Historicisme Lluís Muncunill XX (1902-1904)                                          | Terrassa C. Colom, 1                                                                       | 41° 33′ 51″ N, 2° 01′ 22″ E / 41.564199°N,2.022777°E | IPA-28060     | Palau d'Indústries (Terrassa) · Vegeu més fotos d'aquest monument · Carregueu una nova foto d'aquest monument                                              |
| Casa B. Pinell, seu del Sindicat de Comissions Obreres, Casa Badiella                                      | BCIL 2003       | Noucentisme Lluís Muncunill XX (1916)                                                | Terrassa Raval de Montserrat, 23 - c. de la Vila Nova                                      | 41° 33′ 46″ N, 2° 00′ 35″ E / 41.562877°N,2.009763°E | IPA-28061     | Casa B. Pinell (Terrassa) · Vegeu més fotos d'aquest monument · Carregueu una nova foto d'aquest monument                                                  |
| Pont del Passeig                                                                                           | BCIL 2003       | Obra popular XIX (1896)                                                              | Terrassa Av. Jacquard, sobre el torrent de Vallparadís                                     | 41° 33′ 49″ N, 2° 01′ 06″ E / 41.563505°N,2.018266°E | IPA-28062     | Pont del Passeig (Terrassa) · Vegeu més fotos d'aquest monument · Carregueu una nova foto d'aquest monument                                                |
| Torre de les Aigües                                                                                        | BCIL 2003       | Historicisme XIX Final                                                               | Terrassa Pl. Dr. Robert                                                                    | 41° 33′ 45″ N, 2° 01′ 00″ E / 41.562532°N,2.016664°E | IPA-28063     | Torre de les Aigües (Terrassa) · Vegeu més fotos d'aquest monument · Carregueu una nova foto d'aquest monument                                             |
| Torre de la Mina Pública d'Aigües                                                                          | BCIL 2003       | Obra popular XIX Final                                                               | Terrassa C. Col·legi, 40 - c. Vallhonrat, 2                                                | 41° 33′ 31″ N, 2° 00′ 41″ E / 41.5585°N,2.011383°E   | IPA-28064     | Torre de la Mina Pública d'Aigües (Terrassa) · Vegeu més fotos d'aquest monument · Carregueu una nova foto d'aquest monument                               |
| Magatzems Torras o Cal Sastre d'Olesa                                                                      | BCIL 2003       | Modernisme Melcior Viñals XX (1914)                                                  | Terrassa C. Sant Pere, 61-65                                                               | 41° 33′ 53″ N, 2° 00′ 44″ E / 41.564713°N,2.012199°E | IPA-28065     | Magatzems Torras (Terrassa) · Vegeu més fotos d'aquest monument · Carregueu una nova foto d'aquest monument                                                |
| Casa Pere Romaní                                                                                           | BCIL 2003       | Modernisme Domènec Boada i Piera XX (1908)                                           | Terrassa C. del Nord, 81                                                                   | 41° 34′ 05″ N, 2° 00′ 49″ E / 41.568165°N,2.013634°E | IPA-28066     | Casa Pere Romaní (Terrassa) · Vegeu més fotos d'aquest monument · Carregueu una nova foto d'aquest monument                                                |
| Casa Joan Marcet, Casa Marcet                                                                              | BCIL 2003       | Eclecticisme Lluís Muncunill XX (1913)                                               | Terrassa Raval de Montserrat, 12-14                                                        | 41° 33′ 47″ N, 2° 00′ 37″ E / 41.563041°N,2.010305°E | IPA-28067     | Casa Joan Marcet (Terrassa) · Vegeu més fotos d'aquest monument · Carregueu una nova foto d'aquest monument                                                |
| Cases Pere Comerma I                                                                                       |                 | Obra popular                                                                         | Terrassa C. del Nord, 59-61                                                                | 41° 34′ 01″ N, 2° 00′ 48″ E / 41.566892°N,2.013332°E | IPA-28068     | Cases Pere Comerma I (Terrassa) · Vegeu més fotos d'aquest monument · Carregueu una nova foto d'aquest monument                                            |
| Gran Casino del Foment de Terrassa                                                                         | BCIL 2003       | Eclecticisme Lluís Muncunill XX (1920-1921)                                          | Terrassa C. Font Vella, 78                                                                 | 41° 33′ 46″ N, 2° 00′ 51″ E / 41.562718°N,2.01414°E  | IPA-28069     | Gran Casino del Foment de Terrassa · Vegeu més fotos d'aquest monument · Carregueu una nova foto d'aquest monument                                         |
| Magatzem Ventalló i Tusell                                                                                 | BCIL 2003       | Eclecticisme Lluís Muncunill XIX (1893)                                              | Terrassa C. Puig Novell, 14-16                                                             | 41° 33′ 44″ N, 2° 00′ 50″ E / 41.562176°N,2.013832°E | IPA-28070     | Magatzem Ventalló i Tusell (Terrassa) · Vegeu més fotos d'aquest monument · Carregueu una nova foto d'aquest monument                                      |
| Farmàcia Albinyana                                                                                         | BCIL 2003       | Modernisme Joaquim Vancells i Vieta XX (1910)                                        | Terrassa Raval de Montserrat, 48                                                           | 41° 33′ 48″ N, 2° 00′ 32″ E / 41.56336°N,2.008894°E  | IPA-28071     | Farmàcia Albinyana (Terrassa) · Vegeu més fotos d'aquest monument · Carregueu una nova foto d'aquest monument                                              |
| Escola Donya Magdalena                                                                                     | BCIL 2003       | Modernisme Josep Maria Coll i Bacardí XX (1912)                                      | Terrassa C. Sant Isidre, 27                                                                | 41° 33′ 59″ N, 2° 00′ 43″ E / 41.566447°N,2.011965°E | IPA-28072     | Escola Donya Magdalena (Terrassa) · Vegeu més fotos d'aquest monument · Carregueu una nova foto d'aquest monument                                          |
| Casa al Raval de Montserrat, 3                                                                             | BCIL 2003       | Obra popular XVIII                                                                   | Terrassa Raval de Montserrat, 3                                                            | 41° 33′ 46″ N, 2° 00′ 39″ E / 41.562857°N,2.010758°E | IPA-28073     | Habitatge unifamiliar al Raval de Montserrat, 3 (Terrassa) · Vegeu més fotos d'aquest monument · Carregueu una nova foto d'aquest monument                 |
| Casa Mata                                                                                                  | BCIL 2003       | Obra popular XIX Mitjan                                                              | Terrassa C. Garcia Humet, 21                                                               | 41° 33′ 54″ N, 2° 00′ 56″ E / 41.564974°N,2.015439°E | IPA-28074     | Casa Mata (Terrassa) · Vegeu més fotos d'aquest monument · Carregueu una nova foto d'aquest monument                                                       |
| Teatre Principal                                                                                           | BCIL 2003       | Modernisme Enric Catà i Catà, i Francesc Guàrdia i Vidal XX (1911)                   | Terrassa Pl. Maragall, 4                                                                   | 41° 33′ 52″ N, 2° 00′ 47″ E / 41.564496°N,2.013068°E | IPA-28075     | Teatre Principal (Terrassa) · Vegeu més fotos d'aquest monument · Carregueu una nova foto d'aquest monument                                                |
| Magatzem Cortès i Colomer, antiga seu de la Unió Comercial i Industrial                                    | BCIL 2003       | Eclecticisme Joan Carpinell XIX (1898)                                               | Terrassa Placeta de la Font Trobada, 2 - Raval de Montserrat, 4                            | 41° 33′ 47″ N, 2° 00′ 39″ E / 41.563011°N,2.010756°E | IPA-28076     | Magatzem Cortès i Colomer (Terrassa) · Vegeu més fotos d'aquest monument · Carregueu una nova foto d'aquest monument                                       |
| Magatzem Corcoy                                                                                            | BCIL 2003       | Modernisme Melcior Viñals XX Inici                                                   | Terrassa Pl. Mossèn Jacint Verdaguer, 18                                                   | 41° 33′ 58″ N, 2° 00′ 47″ E / 41.56614°N,2.013049°E  | IPA-28077     | Magatzem Corcoy (Terrassa) · Vegeu més fotos d'aquest monument · Carregueu una nova foto d'aquest monument                                                 |
| Estació del Nord                                                                                           | BCIL 2003       | Eclecticisme XX Inici                                                                | Terrassa Pl. de l'Estació del Nord                                                         | 41° 34′ 11″ N, 2° 00′ 51″ E / 41.56979°N,2.014237°E  | IPA-28078     | Estació del Nord (Terrassa) · Vegeu més fotos d'aquest monument · Carregueu una nova foto d'aquest monument                                                |
| Fundació Busquets                                                                                          | BCIL 2003       | Historicisme XX Inici                                                                | Terrassa C. Cisterna - c. Dr. Cabanes                                                      | 41° 33′ 33″ N, 2° 00′ 32″ E / 41.559174°N,2.008819°E | IPA-28079     | Fundació Busquets (Terrassa) · Vegeu més fotos d'aquest monument · Carregueu una nova foto d'aquest monument                                               |
| Casa Bonaventura Marcet                                                                                    | BCIL 2003       | Eclecticisme Rafael Puig i Puig XIX (1889)                                           | Terrassa C. Sant Pere, 27A i 27B                                                           | 41° 33′ 49″ N, 2° 00′ 41″ E / 41.563678°N,2.011321°E | IPA-28080     | Casa Bonaventura Marcet (Terrassa) · Vegeu més fotos d'aquest monument · Carregueu una nova foto d'aquest monument                                         |
| Casa Armengol                                                                                              | BCIL 2003       | Noucentisme Lluís Muncunill XX (1914)                                                | Terrassa C. de la Palla, 23                                                                | 41° 33′ 48″ N, 2° 00′ 41″ E / 41.563418°N,2.011281°E | IPA-28081     | Casa Armengol (Terrassa) · Vegeu més fotos d'aquest monument · Carregueu una nova foto d'aquest monument                                                   |
| Casa Mariano Ros                                                                                           | BCIL 2003       | Eclecticisme XIX Final                                                               | Terrassa C. de l'Església, 17                                                              | 41° 33′ 41″ N, 2° 00′ 43″ E / 41.561502°N,2.011901°E | IPA-28082     | Casa Mariano Ros (Terrassa) · Vegeu més fotos d'aquest monument · Carregueu una nova foto d'aquest monument                                                |
| Antic Ajuntament de Sant Pere                                                                              | BCIL 2003       | Modernisme, historicisme XX Inici                                                    | Terrassa C. Major de Sant Pere, 20                                                         | 41° 34′ 04″ N, 2° 01′ 06″ E / 41.567697°N,2.018381°E | IPA-28083     | Antic Ajuntament de Sant Pere (Terrassa) · Vegeu més fotos d'aquest monument · Carregueu una nova foto d'aquest monument                                   |
| Edifici del Círcol Egarenc                                                                                 | BCIL 2003       | Eclecticisme Jeroni Granell XIX Final                                                | Terrassa C. Sant Pere, 46-50                                                               | 41° 33′ 52″ N, 2° 00′ 44″ E / 41.564494°N,2.012274°E | IPA-28084     | Edifici del Círcol Egarenc (Terrassa) · Vegeu més fotos d'aquest monument · Carregueu una nova foto d'aquest monument                                      |
| Casa Ramon Matalonga                                                                                       | BCIL 2003       | Modernisme Lluís Muncunill XX (1914)                                                 | Terrassa C. Topete, 66-68                                                                  | 41° 33′ 39″ N, 2° 01′ 01″ E / 41.560745°N,2.016938°E | IPA-28085     | Casa Ramon Matalonga (Terrassa) · Vegeu més fotos d'aquest monument · Carregueu una nova foto d'aquest monument                                            |
| Impremta Ventayol                                                                                          | BCIL 2003       | Eclecticisme Lluís Muncunill XIX (1895)                                              | Terrassa Pl. Mossèn Jacint Verdaguer, 9                                                    | 41° 33′ 59″ N, 2° 00′ 48″ E / 41.566395°N,2.013353°E | IPA-28086     | Impremta Ventayol (Terrassa) · Vegeu més fotos d'aquest monument · Carregueu una nova foto d'aquest monument                                               |
| Casa Monset, Casa Concepció Monset                                                                         | BCIL 2003       | Modernisme Lluís Muncunill XX (1907)                                                 | Terrassa C. Font Vella, 91                                                                 | 41° 33′ 47″ N, 2° 00′ 52″ E / 41.563002°N,2.014493°E | IPA-28087     | Casa Monset (Terrassa) · Vegeu més fotos d'aquest monument · Carregueu una nova foto d'aquest monument                                                     |
| Casa Escudé, Casa Ignasi Escudé Galí                                                                       | BCIL 2003       | Modernisme Lluís Muncunill XX (1905)                                                 | Terrassa C. del Nord, 77-79                                                                | 41° 34′ 05″ N, 2° 00′ 49″ E / 41.568014°N,2.013605°E | IPA-28088     | Casa Escudé (Terrassa) · Vegeu més fotos d'aquest monument · Carregueu una nova foto d'aquest monument                                                     |
| Casa Pous Cunill                                                                                           | BCIL 2003       | Modernisme Josep Masdeu i Puigdemasa XX (1915)                                       | Terrassa C. de la Creu Gran, 39                                                            | 41° 33′ 59″ N, 2° 00′ 55″ E / 41.566292°N,2.015315°E | IPA-28089     | Casa Pous Cunill (Terrassa) · Vegeu més fotos d'aquest monument · Carregueu una nova foto d'aquest monument                                                |
| Antic Hotel Pompidor                                                                                       | BCIL 2003       | Modernisme Lluís Muncunill XX (1903)                                                 | Terrassa C. Sant Pere, 52                                                                  | 41° 33′ 53″ N, 2° 00′ 44″ E / 41.564613°N,2.012341°E | IPA-28090     | Antic Hotel Pompidor (Terrassa) · Vegeu més fotos d'aquest monument · Carregueu una nova foto d'aquest monument                                            |
| Casa Francisca Masana i Figueres                                                                           | BCIL 2003       | Modernisme Domènec Boada i Piera XX (1911)                                           | Terrassa C. Sant Leopold, 29                                                               | 41° 34′ 01″ N, 2° 00′ 46″ E / 41.566832°N,2.0129°E   | IPA-28091     | Habitatge Francisca Masana i Figueres (Terrassa) · Vegeu més fotos d'aquest monument · Carregueu una nova foto d'aquest monument                           |
| Casa Carles Pagès                                                                                          | BCIL 2003       | Modernisme Lluís Muncunill XX (1905)                                                 | Terrassa C. Puig Novell, 32                                                                | 41° 33′ 41″ N, 2° 00′ 52″ E / 41.561489°N,2.014351°E | IPA-28092     | Casa C. Pagès (Terrassa) · Vegeu més fotos d'aquest monument · Carregueu una nova foto d'aquest monument                                                   |
| Casa Museu Alegre de Sagrera                                                                               | BCIL 2003       | Neoclassicisme, modernisme XVIII, XX (1912)                                          | Terrassa C. Font Vella, 29-31                                                              | 41° 33′ 46″ N, 2° 00′ 44″ E / 41.56277°N,2.01233°E   | IPA-28093     | Casa Museu Alegre de Sagrera (Terrassa) · Vegeu més fotos d'aquest monument · Carregueu una nova foto d'aquest monument                                    |
| Societat General d'Electricitat                                                                            | BCIL 2003       | Modernisme Lluís Muncunill XX (1908)                                                 | Terrassa C. Unió - c. Joan Coromines                                                       | 41° 33′ 45″ N, 2° 00′ 35″ E / 41.56253°N,2.009661°E  | IPA-28094     | Societat General d'Electricitat (Terrassa) · Vegeu més fotos d'aquest monument · Carregueu una nova foto d'aquest monument                                 |
| Torre de la Castlania, Casa Canela                                                                         | BCIL 2003       | Gòtic XIV                                                                            | Terrassa C. Serrano, 37                                                                    | 41° 33′ 36″ N, 2° 01′ 08″ E / 41.559864°N,2.018837°E | IPA-28095     | Torre de la Castlania (Terrassa) · Vegeu més fotos d'aquest monument · Carregueu una nova foto d'aquest monument                                           |
| Casa Joaquim Freixa                                                                                        | BCIL 2003       | Historicisme Lluís Muncunill XIX (1894)                                              | Terrassa Raval de Montserrat, 40                                                           | 41° 33′ 48″ N, 2° 00′ 33″ E / 41.563254°N,2.009149°E | IPA-28096     | Casa Freixa (Terrassa) · Vegeu més fotos d'aquest monument · Carregueu una nova foto d'aquest monument                                                     |
| Casa i magatzem Josep Casanovas                                                                            | BCIL 2003       | Historicisme Lluís Muncunill XIX (1898)                                              | Terrassa C. Sant Leopold, 25-27                                                            | 41° 34′ 00″ N, 2° 00′ 46″ E / 41.56672°N,2.012915°E  | IPA-28097     | Casa i magatzem Casanovas (Terrassa) · Vegeu més fotos d'aquest monument · Carregueu una nova foto d'aquest monument                                       |
| Casa Sanmartí                                                                                              |                 | Eclecticisme XX Inici                                                                | Terrassa Pg. del Comte d'Ègara, 14-16                                                      | 41° 33′ 46″ N, 2° 00′ 56″ E / 41.562825°N,2.015519°E | IPA-28098     | Casa Sanmartí (Terrassa) · Vegeu més fotos d'aquest monument · Carregueu una nova foto d'aquest monument                                                   |
| Antic cinema La Rambla                                                                                     | BCIL 2003       | Racionalisme XX (1935)                                                               | Terrassa Rambla d'Ègara, 146                                                               | 41° 33′ 41″ N, 2° 00′ 28″ E / 41.561474°N,2.007912°E | IPA-28099     | Antic cinema La Rambla (Terrassa) · Vegeu més fotos d'aquest monument · Carregueu una nova foto d'aquest monument                                          |
| Casa Baltasar Gorina                                                                                       | BCIL 2003       | Modernisme Lluís Muncunill XX (1902)                                                 | Terrassa C. Font Vella, 93                                                                 | 41° 33′ 47″ N, 2° 00′ 52″ E / 41.563023°N,2.014559°E | IPA-28100     | Casa Baltasar Gorina (Terrassa) · Vegeu més fotos d'aquest monument · Carregueu una nova foto d'aquest monument                                            |
| Casa Josep Boguñà o Boguñà                                                                                 | BCIL 2003       | Modernisme Lluís Muncunill XX (1905)                                                 | Terrassa Raval de Montserrat, 33                                                           | 41° 33′ 47″ N, 2° 00′ 34″ E / 41.562933°N,2.009519°E | IPA-28101     | Casa Bogonyà (Terrassa) · Vegeu més fotos d'aquest monument · Carregueu una nova foto d'aquest monument                                                    |
| Casa Jacint Bosch                                                                                          | BCIL 2003       | Modernisme Josep Ros i Ros XX (1912)                                                 | Terrassa C. del Teatre, 4                                                                  | 41° 33′ 52″ N, 2° 00′ 46″ E / 41.564579°N,2.01277°E  | IPA-28102     | Casa Jacint Bosch (Terrassa) · Vegeu més fotos d'aquest monument · Carregueu una nova foto d'aquest monument                                               |
| Escola d'Economia Domèstica, Escola Municipal de la Llar                                                   | BCIL 2003       | Modernisme Melcior Viñals XX (1929)                                                  | Terrassa C. Sant Isidre, 1-5                                                               | 41° 34′ 00″ N, 2° 00′ 46″ E / 41.566563°N,2.012834°E | IPA-28103     | Escola d'Economia Domèstica (Terrassa) · Vegeu més fotos d'aquest monument · Carregueu una nova foto d'aquest monument                                     |
| Casa Baumann, Casa Coll i Bacardí                                                                          | BCIL 2003       | Modernisme Josep Maria Coll i Bacardí XX (1913)                                      | Terrassa Av. Jacquard, 1                                                                   | 41° 33′ 50″ N, 2° 01′ 08″ E / 41.563782°N,2.018904°E | IPA-28104     | Casa Baumann (Terrassa) · Vegeu més fotos d'aquest monument · Carregueu una nova foto d'aquest monument                                                    |
| Hospital de Sant Llàtzer                                                                                   | BCIL 2003       | Eclecticisme XVII, XX Inici                                                          | Terrassa Pl. del Doctor Robert, 1                                                          | 41° 33′ 47″ N, 2° 01′ 02″ E / 41.562925°N,2.017233°E | IPA-28106     | Hospital de Sant Llàtzer (Terrassa) · Vegeu més fotos d'aquest monument · Carregueu una nova foto d'aquest monument                                        |
| Escoles Pies                                                                                               | BCIL 2003       | Historicisme XIX Mitjan                                                              | Terrassa C. Col·legi, 10-16                                                                | 41° 33′ 34″ N, 2° 00′ 36″ E / 41.559431°N,2.009924°E | IPA-28107     | Escoles Pies (Terrassa) · Vegeu més fotos d'aquest monument · Carregueu una nova foto d'aquest monument                                                    |
| Edifici del Cafè Colón                                                                                     | BCIL 2003       | Eclecticisme Lluís Muncunill XIX (1893)                                              | Terrassa Pl. Vella, 5                                                                      | 41° 33′ 44″ N, 2° 00′ 39″ E / 41.562166°N,2.010788°E | IPA-28108     | Edifici del Cafè Colón (Terrassa) · Vegeu més fotos d'aquest monument · Carregueu una nova foto d'aquest monument                                          |
| Casa de Maria Viñas i Oliver, Casa Mas                                                                     |                 | Racionalisme Ignasi Escudé i Gibert XX (1941)                                        | Terrassa Rambla d'Ègara, 197                                                               | 41° 33′ 46″ N, 2° 00′ 27″ E / 41.562744°N,2.007599°E | IPA-28109     | Casa de Maria Viñas i Oliver (Terrassa) · Vegeu més fotos d'aquest monument · Carregueu una nova foto d'aquest monument                                    |
| Casa Pere Comerma II                                                                                       |                 | Obra popular                                                                         | Terrassa C. del Nord, 65                                                                   | 41° 34′ 01″ N, 2° 00′ 48″ E / 41.567076°N,2.013365°E | IPA-28110     | Casa Pere Comerma II (Terrassa) · Vegeu més fotos d'aquest monument · Carregueu una nova foto d'aquest monument                                            |
| Casa Pere Comerma III                                                                                      |                 | Eclecticisme                                                                         | Terrassa C. del Nord, 63                                                                   | 41° 34′ 01″ N, 2° 00′ 48″ E / 41.56698°N,2.013345°E  | IPA-28111     | Casa Pere Comerma III (Terrassa) · Vegeu més fotos d'aquest monument · Carregueu una nova foto d'aquest monument                                           |
| IMCET, abans Biblioteca Soler i Palet                                                                      |                 | Obra popular                                                                         | Terrassa C. Font Vella, 28                                                                 | 41° 33′ 46″ N, 2° 00′ 45″ E / 41.56266°N,2.012472°E  | IPA-28112     | Biblioteca Soler i Palet (Terrassa) · Vegeu més fotos d'aquest monument · Carregueu una nova foto d'aquest monument                                        |
| Magatzem Emili Matalonga, durant un temps Institut del Teatre                                              | BCIL 2003       | Modernisme Lluís Muncunill XX (1911)                                                 | Terrassa C. de Sant Pau, 9                                                                 | 41° 33′ 48″ N, 2° 00′ 49″ E / 41.563316°N,2.01354°E  | IPA-28113     | Magatzem Emili Matalonga (Terrassa) · Vegeu més fotos d'aquest monument · Carregueu una nova foto d'aquest monument                                        |
| Casa Pere Segués                                                                                           | BCIL 2003       | Noucentisme Ignasi Escudé i Gibert XX (1942)                                         | Terrassa C. Vinyals, 35 - c. Doctor Cabanes                                                | 41° 33′ 35″ N, 2° 00′ 30″ E / 41.559804°N,2.008427°E | IPA-28114     | Casa Pere Segués (Terrassa) · Vegeu més fotos d'aquest monument · Carregueu una nova foto d'aquest monument                                                |
| Casa Soteras o antic Banc de Terrassa                                                                      | BCIL 2003       | Modernisme Salvador Soteras i Taverner XX (1909)                                     | Terrassa C. Sant Jaume, 26                                                                 | 41° 33′ 44″ N, 2° 00′ 55″ E / 41.562221°N,2.015345°E | IPA-28115     | Antic Banc de Terrassa (Terrassa) · Vegeu més fotos d'aquest monument · Carregueu una nova foto d'aquest monument                                          |
| Casa Joan Barata                                                                                           | BCIL 2003       | Modernisme Lluís Muncunill XX (1905)                                                 | Terrassa C. Sant Pere, 32-34                                                               | 41° 33′ 50″ N, 2° 00′ 42″ E / 41.563752°N,2.011595°E | IPA-28116     | Casa Joan Barata (Terrassa) · Vegeu més fotos d'aquest monument · Carregueu una nova foto d'aquest monument                                                |
| Habitatge unifamiliar al carrer Major de Sant Pere, 35                                                     |                 | Obra popular XVI                                                                     | Terrassa C. Major de Sant Pere, 35                                                         | 41° 34′ 05″ N, 2° 01′ 06″ E / 41.568003°N,2.018272°E | IPA-28117     | Habitatge unifamiliar al carrer Major de Sant Pere, 35 (Terrassa) · Vegeu més fotos d'aquest monument · Carregueu una nova foto d'aquest monument          |
| Casa Jover                                                                                                 | BCIL 2003       | Obra popular XVI                                                                     | Terrassa C. de la Rutlla, 2                                                                | 41° 33′ 40″ N, 2° 00′ 42″ E / 41.561099°N,2.011657°E | IPA-28118     | Casa Jover (Terrassa) · Vegeu més fotos d'aquest monument · Carregueu una nova foto d'aquest monument                                                      |
| Habitatge a la placeta de la Creu Gran, 15                                                                 | BCIL 2003       | Noucentisme XIX Final                                                                | Terrassa Placeta de la Creu Gran, 15                                                       | 41° 33′ 58″ N, 2° 00′ 53″ E / 41.566046°N,2.014709°E | IPA-28119     | Habitatge a la placeta de la Creu Gran, 15 (Terrassa) · Vegeu més fotos d'aquest monument · Carregueu una nova foto d'aquest monument                      |
| Casa Narcís Argemí                                                                                         | BCIL 2003       | Eclecticisme Rafael Puig i Puig XIX (1892)                                           | Terrassa C. Joaquim de Paz, 54-56                                                          | 41° 33′ 55″ N, 2° 00′ 53″ E / 41.565325°N,2.014827°E | IPA-28120     | Casa Narcís Argemí (Terrassa) · Vegeu més fotos d'aquest monument · Carregueu una nova foto d'aquest monument                                              |
| Cases Soler Bohigas                                                                                        | BCIL 2003       | Historicisme Rafael Puig i Puig XIX (1893)                                           | Terrassa C. Sant Jaume, 22-24                                                              | 41° 33′ 44″ N, 2° 00′ 55″ E / 41.562157°N,2.015207°E | IPA-28121     | Cases Soler Bohigas (Terrassa) · Vegeu més fotos d'aquest monument · Carregueu una nova foto d'aquest monument                                             |
| Can Viver de Torrebonica, Sanatori de la Verge de Montserrat                                               | BCIL 2003       | Noucentisme Josep Domènech i Mansana XVIII, XX (1911)                                | Terrassa Ctra. N-150 Terrassa-Sabadell, km 15,7, a 300 m                                   | 41° 33′ 47″ N, 2° 03′ 03″ E / 41.563184°N,2.050742°E | IPA-28122     | Can Viver de Torrebonica (Terrassa) · Vegeu més fotos d'aquest monument · Carregueu una nova foto d'aquest monument                                        |
| Casa i magatzem Emili Matalonga, abans EPIC                                                                | BCIL 2003       | Modernisme Lluís Muncunill XX (1904)                                                 | Terrassa C. de Sant Pau, 11                                                                | 41° 33′ 48″ N, 2° 00′ 49″ E / 41.563387°N,2.013537°E | IPA-28123     | Casa i magatzem Emili Matalonga (Terrassa) · Vegeu més fotos d'aquest monument · Carregueu una nova foto d'aquest monument                                 |
| Arxiu Tobella, antics magatzems Farnés i Alegre                                                            | BCIL 2003       | Modernisme Lluís Muncunill XX (1905)                                                 | Terrassa Placeta de Saragossa, 2                                                           | 41° 33′ 54″ N, 2° 00′ 45″ E / 41.564958°N,2.012419°E | IPA-28124     | Arxiu Tobella (Terrassa) · Vegeu més fotos d'aquest monument · Carregueu una nova foto d'aquest monument                                                   |
| Fragment del claustre de Sant Pere de les Puel·les de Barcelona                                            | BCIL 2003       | Gòtic XIII                                                                           | Terrassa C. Sant Ignasi, 1                                                                 | 41° 34′ 04″ N, 2° 00′ 49″ E / 41.567755°N,2.013489°E | IPA-28125     | Fragment del claustre de Sant Pere de les Puel·les de Barcelona (Terrassa) · Vegeu més fotos d'aquest monument · Carregueu una nova foto d'aquest monument |
| Torre de la Mina Pública i font de les Quatre Cantonades                                                   | BCIL 2003       | Eclecticisme XX                                                                      | Terrassa Ctra. de Rubí - Ctra. de Montcada                                                 | 41° 33′ 29″ N, 2° 01′ 05″ E / 41.557926°N,2.018016°E | IPA-28128     | Torre de la Mina Pública i font de les Quatre Cantonades (Terrassa) · Vegeu més fotos d'aquest monument · Carregueu una nova foto d'aquest monument        |
| Casa Pasqual Sala                                                                                          |                 | Eclecticisme Jeroni Granell i Mundet XIX (1877)                                      | Terrassa C. Sant Quirze, 40                                                                | 41° 33′ 38″ N, 2° 00′ 58″ E / 41.560543°N,2.016174°E | IPA-28129     | Casa Pasqual Sala (Terrassa) · Vegeu més fotos d'aquest monument · Carregueu una nova foto d'aquest monument                                               |
| Casa Fabra                                                                                                 |                 | Eclecticisme XIX Final                                                               | Terrassa Pl. Vella, 15 - c. de Mosterol, 4                                                 | 41° 33′ 43″ N, 2° 00′ 41″ E / 41.561835°N,2.011281°E | IPA-28130     | Casa Fabra (Terrassa) · Vegeu més fotos d'aquest monument · Carregueu una nova foto d'aquest monument                                                      |
| Casa Comerma                                                                                               |                 | Noucentisme XX Inici Lluís Muncunill                                                 | Terrassa C. Creu Gran, 2                                                                   | 41° 33′ 57″ N, 2° 00′ 52″ E / 41.565756°N,2.014493°E | IPA-28131     | Casa Comerma (Terrassa) · Vegeu més fotos d'aquest monument · Carregueu una nova foto d'aquest monument                                                    |
| Casa Higini Roca                                                                                           | BCIL 2003       | Modernisme Lluís Muncunill XX (1907)                                                 | Terrassa C. Gavatxons, 19                                                                  | 41° 33′ 46″ N, 2° 00′ 39″ E / 41.56276°N,2.010957°E  | IPA-28132     | Casa Higini Roca (Terrassa) · Vegeu més fotos d'aquest monument · Carregueu una nova foto d'aquest monument                                                |
| Casa Blanxart                                                                                              | BCIL 2003       | Eclecticisme Rafael Puig i Puig XIX (1892)                                           | Terrassa C. de la Font Vella, 94                                                           | 41° 33′ 46″ N, 2° 00′ 53″ E / 41.562847°N,2.014723°E | IPA-28133     | Casa Blanxart (Terrassa) · Vegeu més fotos d'aquest monument · Carregueu una nova foto d'aquest monument                                                   |
| Casa Vicenç Carner                                                                                         |                 | Eclecticisme Antoni Pascual i Carretero XX (1904)                                    | Terrassa C. Sant Antoni, 15                                                                | 41° 33′ 51″ N, 2° 01′ 00″ E / 41.564105°N,2.016624°E | IPA-28134     | Casa Vicenç Carner (Terrassa) · Vegeu més fotos d'aquest monument · Carregueu una nova foto d'aquest monument                                              |
| Casa Bonaventura Baltà                                                                                     |                 | Eclecticisme, modernisme Lluís Muncunill XX (1902)                                   | Terrassa C. Sant Antoni, 86                                                                | 41° 33′ 58″ N, 2° 00′ 59″ E / 41.566222°N,2.016294°E | IPA-28135     | Casa Bonaventura Baltà (Terrassa) · Vegeu més fotos d'aquest monument · Carregueu una nova foto d'aquest monument                                          |
| Casa Celedonio Badia Tort                                                                                  |                 | Noucentisme Joaquim Raspall XX (1921)                                                | Terrassa Ctra. de Martorell, 54 - Galileu, 2                                               | 41° 33′ 24″ N, 2° 00′ 19″ E / 41.556533°N,2.005332°E | IPA-28136     | Casa Celedonio Badia Tort (Terrassa) · Vegeu més fotos d'aquest monument · Carregueu una nova foto d'aquest monument                                       |
| Edifici d'habitatges al carrer Major, 11                                                                   |                 | Monumentalisme academicista Ignasi Escudé i Gibert XX (1941)                         | Terrassa C. Major, 11 - c. del Forn, 42                                                    | 41° 33′ 41″ N, 2° 00′ 36″ E / 41.561346°N,2.010053°E | IPA-28137     | Edifici d'habitatges al carrer Major, 11 (Terrassa) · Vegeu més fotos d'aquest monument · Carregueu una nova foto d'aquest monument                        |
| Casa Ramon Samaranch                                                                                       |                 | Modernisme Lluís Muncunill XX (1916)                                                 | Terrassa C. Volta, 13                                                                      | 41° 33′ 48″ N, 2° 00′ 25″ E / 41.563433°N,2.007078°E | IPA-28138     | Casa Ramon Samaranch (Terrassa) · Vegeu més fotos d'aquest monument · Carregueu una nova foto d'aquest monument                                            |
| Casa Ramon Argemí                                                                                          |                 | Obra popular Salvador Soteras i Taberner XX (1908)                                   | Terrassa C. Font Vella, 45                                                                 | 41° 33′ 46″ N, 2° 00′ 46″ E / 41.562871°N,2.012904°E | IPA-28140     | Casa Ramon Argemí (Terrassa) · Vegeu més fotos d'aquest monument · Carregueu una nova foto d'aquest monument                                               |
| Casa Badia, abans Casa J. Beltran                                                                          |                 | Eclecticisme Melcior Viñals XX (1915)                                                | Terrassa Pl. Vella, 7                                                                      | 41° 33′ 44″ N, 2° 00′ 40″ E / 41.562235°N,2.011005°E | IPA-28141     | Casa Badia, abans Casa J. Beltran (Terrassa) · Vegeu més fotos d'aquest monument · Carregueu una nova foto d'aquest monument                               |
| Casa Miquel Mach Oller (o Casa M. Madí Uller) - Casa Badia                                                 |                 | Obra popular Lluís Muncunill XX (1913)                                               | Terrassa C. Església, 16 - c. Mosterol                                                     | 41° 33′ 41″ N, 2° 00′ 42″ E / 41.56150°N,2.01168°E   | IPA-28142     | Casa Miquel Mach Oller (Terrassa) · Vegeu més fotos d'aquest monument · Carregueu una nova foto d'aquest monument                                          |
| Casa Francesca Sendra                                                                                      |                 | Noucentisme Melcior Viñals XX (1922)                                                 | Terrassa Pl. Vella, 8                                                                      | 41° 33′ 44″ N, 2° 00′ 40″ E / 41.562285°N,2.011088°E | IPA-28143     | Casa Francesca Sendra (Terrassa) · Vegeu més fotos d'aquest monument · Carregueu una nova foto d'aquest monument                                           |
| Casa Eusebi Noguera                                                                                        |                 | Noucentisme Lluís Muncunill XX (1924)                                                | Terrassa C. Sant Antoni, 71-73                                                             | 41° 33′ 56″ N, 2° 00′ 59″ E / 41.565662°N,2.016262°E | IPA-28144     | Casa Eusebi Noguera (Terrassa) · Vegeu més fotos d'aquest monument · Carregueu una nova foto d'aquest monument                                             |
| Casa Salvador Carreras                                                                                     |                 | Modernisme Antoni Pascual i Carretero XX (1904)                                      | Terrassa C. Comte Borrell, 41                                                              | 41° 33′ 30″ N, 2° 00′ 21″ E / 41.558283°N,2.005796°E | IPA-28145     | Casa Salvador Carreras (Terrassa) · Vegeu més fotos d'aquest monument · Carregueu una nova foto d'aquest monument                                          |
| Conjunt de cases unifamiliars a la carretera de Rubí, 171-191                                              |                 | Obra popular XX Inici Lluís Muncunill                                                | Terrassa Ctra. de Rubí, 171-191                                                            | 41° 33′ 15″ N, 2° 01′ 03″ E / 41.554054°N,2.017391°E | IPA-28147     | Conjunt de cases unifamiliars a la carretera de Rubí, 171-191 (Terrassa) · Vegeu més fotos d'aquest monument · Carregueu una nova foto d'aquest monument   |
| Habitatge al carrer Galileu, 203 (desaparegut)                                                             |                 | Modernisme Domènec Boada i Piera XX (1907)                                           | Terrassa C. Galileu, 203                                                                   | 41° 33′ 44″ N, 2° 00′ 19″ E / 41.562192°N,2.005367°E | IPA-28148     | Carregueu una nova foto d'aquest monument |
| Casa Soler, abans Casa Bonaventura Fornells                                                                | BCIL 2003       | Noucentisme Lluís Muncunill XX (1918)                                                | Terrassa C. Sant Leopold, 84                                                               | 41° 34′ 07″ N, 2° 00′ 45″ E / 41.568642°N,2.012633°E | IPA-28149     | Casa Bonaventura Fornells (Terrassa) · Vegeu més fotos d'aquest monument · Carregueu una nova foto d'aquest monument                                       |
| Llinda de finestra de l'antic Hostal d'Alberiques                                                          |                 | Gòtic tardà XIV                                                                      | Terrassa Pl. Vella, 17                                                                     | 41° 33′ 42″ N, 2° 00′ 40″ E / 41.56178°N,2.01113°E   | IPA-28150     | Llinda de finestra de l'antic Hostal d'Alberiques (Terrassa) · Vegeu més fotos d'aquest monument · Carregueu una nova foto d'aquest monument               |
| Casa Gros                                                                                                  |                 | Obra popular XVIII Mitjan                                                            | Terrassa Raval de Montserrat, 24-26                                                        | 41° 33′ 47″ N, 2° 00′ 35″ E / 41.563158°N,2.009661°E | IPA-28151     | Casa Gros (Terrassa) · Vegeu més fotos d'aquest monument · Carregueu una nova foto d'aquest monument                                                       |
| Casa Joan Salvans i Armengol                                                                               |                 | Noucentisme Lluís Muncunill XX (1915)                                                | Terrassa C. Sant Antoni, 30                                                                | 41° 33′ 51″ N, 2° 01′ 00″ E / 41.564298°N,2.016726°E | IPA-28152     | Casa Joan Salvans (Terrassa) · Vegeu més fotos d'aquest monument · Carregueu una nova foto d'aquest monument                                               |
| La Gota de Llet, després Jutjats i seu de l'IMSAV                                                          | BCIL 2003       | Noucentisme, racionalisme Lluís Muncunill XX (1931)                                  | Terrassa C. de la Unió, 36-38                                                              | 41° 33′ 42″ N, 2° 00′ 35″ E / 41.561705°N,2.009667°E | IPA-28153     | La Gota de Llet (Terrassa) · Vegeu més fotos d'aquest monument · Carregueu una nova foto d'aquest monument                                                 |
| Casa Emili Soler                                                                                           |                 | Obra popular Lluís Muncunill XX (1917)                                               | Terrassa C. Joaquim de Paz, 28 - c. del Passeig, 44                                        | 41° 33′ 54″ N, 2° 00′ 51″ E / 41.565018°N,2.014114°E | IPA-28154     | Casa Emili Soler (Terrassa) · Vegeu més fotos d'aquest monument · Carregueu una nova foto d'aquest monument                                                |
| Església de Sant Francesc d'Assís                                                                          | BCIL 2003       | Gòtic tardà, Renaixement XVII                                                        | Terrassa Pl. del Dr. Robert                                                                | 41° 33′ 46″ N, 2° 01′ 01″ E / 41.562875°N,2.01693°E  | IPA-28155     | Església de Sant Francesc d'Assís (Terrassa) · Vegeu més fotos d'aquest monument · Carregueu una nova foto d'aquest monument                               |
| Habitatge al carrer Iscle Soler, 30 (modificat)                                                            |                 | Racionalisme Joan Baca i Reixach XX (1934)                                           | Terrassa C. Iscle Soler, 30                                                                | 41° 33′ 43″ N, 2° 00′ 29″ E / 41.561974°N,2.007982°E | IPA-28156     | Habitatge al carrer Iscle Soler, 30 (Terrassa) · Vegeu més fotos d'aquest monument · Carregueu una nova foto d'aquest monument                             |
| Casa Antoni Pous, Guarderia Bambi                                                                          |                 | Obra popular Lluís Muncunill XX (1907)                                               | Terrassa C. Nou de Sant Pere, 42 - Passeig                                                 | 41° 33′ 56″ N, 2° 00′ 50″ E / 41.565418°N,2.013859°E | IPA-28157     | Casa Antoni Pous (Terrassa) · Vegeu més fotos d'aquest monument · Carregueu una nova foto d'aquest monument                                                |
| Magatzem Roig (desaparegut)                                                                                |                 | Modernisme Lluís Muncunill XX (1905)                                                 | Terrassa C. Sant Pau, 17                                                                   | 41° 33′ 49″ N, 2° 00′ 49″ E / 41.563565°N,2.013542°E | IPA-28158     | Carregueu una nova foto d'aquest monument |
| Casa Lluís Salvans i Armengol, després Casa Joan Salvans i Pascual, actual edifici de la Mútua de Terrassa |                 | Noucentisme Antoni Pascual i Carretero XX (1904)                                     | Terrassa C. Sant Antoni, 32                                                                | 41° 33′ 52″ N, 2° 01′ 00″ E / 41.5644°N,2.016734°E   | IPA-28159     | Casa Lluís Salvans (Terrassa) · Vegeu més fotos d'aquest monument · Carregueu una nova foto d'aquest monument                                              |
| Conjunt de cases al passeig Comte d'Ègara, 8-26                                                            | BCIL 2003       | Eclecticisme XIX Final                                                               | Terrassa Pg. Comte d'Ègara, 8-26                                                           | 41° 33′ 46″ N, 2° 00′ 57″ E / 41.562668°N,2.015718°E | IPA-28160     | Conjunt de cases al passeig Comte d'Ègara, 8-26 (Terrassa) · Vegeu més fotos d'aquest monument · Carregueu una nova foto d'aquest monument                 |
| Despatx Font Batallé, Banc Exterior d'Espanya (desaparegut)                                                |                 | Noucentisme Lluís Muncunill XX (1924)                                                | Terrassa C. del Vall, 61-65                                                                | 41° 33′ 39″ N, 2° 00′ 34″ E / 41.56078°N,2.009422°E  | IPA-28161     | Carregueu una nova foto d'aquest monument |
| Edifici de l'antiga pastisseria La Lyonesa                                                                 | BCIL 2003       | Racionalisme Ignasi Escudé i Gibert XX (1936)                                        | Terrassa C. Sant Pere, 21                                                                  | 41° 33′ 48″ N, 2° 00′ 40″ E / 41.563469°N,2.011115°E | IPA-28162     | Edifici de l'antiga pastisseria La Lyonesa (Terrassa) · Vegeu més fotos d'aquest monument · Carregueu una nova foto d'aquest monument                      |
| Casa Gaietà Galítzia, Casa Humbert Galítzia                                                                |                 | Eclecticisme Miquel Curet XIX (1879)                                                 | Terrassa C. de la Rasa, 88 - c. Indústria, 2-10                                            | 41° 33′ 51″ N, 2° 00′ 33″ E / 41.564191°N,2.009232°E | IPA-28163     | Casa Gaietà Galítzia (Terrassa) · Vegeu més fotos d'aquest monument · Carregueu una nova foto d'aquest monument                                            |
| Antiga Casa de la Vila, actual Casa de l'Esport                                                            | BCIL 2003       | Neoclassicisme XIX Mitjan                                                            | Terrassa Raval de Montserrat, 13                                                           | 41° 33′ 46″ N, 2° 00′ 37″ E / 41.562863°N,2.010359°E | IPA-28165     | Antiga Casa de la Vila (Terrassa) · Vegeu més fotos d'aquest monument · Carregueu una nova foto d'aquest monument                                          |
| Habitatge unifamiliar al carrer Iscle Soler, 21                                                            |                 | Racionalisme Joan Baca i Reixach XX (1936)                                           | Terrassa C. Iscle Soler, 21                                                                | 41° 33′ 43″ N, 2° 00′ 30″ E / 41.561887°N,2.008374°E | IPA-28166     | Habitatge unifamiliar al carrer Iscle Soler, 21 (Terrassa) · Vegeu més fotos d'aquest monument · Carregueu una nova foto d'aquest monument                 |
| Ca l'Argemí, Cal Peces                                                                                     | BCIL 2003       | Monumentalisme academicista Ignasi Escudé i Gibert XX (1942)                         | Terrassa C. Major, 9                                                                       | 41° 33′ 41″ N, 2° 00′ 37″ E / 41.561438°N,2.01023°E  | IPA-28167     | Ca l'Argemí (Terrassa) · Vegeu més fotos d'aquest monument · Carregueu una nova foto d'aquest monument                                                     |
| Casa Guardiola                                                                                             |                 | Eclecticisme XIX Final                                                               | Terrassa C. Sant Antoni, 62                                                                | 41° 33′ 55″ N, 2° 01′ 00″ E / 41.565283°N,2.016554°E | IPA-28168     | Casa Guardiola (Terrassa) · Vegeu més fotos d'aquest monument · Carregueu una nova foto d'aquest monument                                                  |
| Casa Josep Arias, Casa Corbera, Casa Josep Salas                                                           | BCIL 2003       | Eclecticisme XIX Mitjan                                                              | Terrassa C. Creu Gran, 26                                                                  | 41° 33′ 58″ N, 2° 00′ 55″ E / 41.566006°N,2.015278°E | IPA-28169     | Casa Josep Arias (Terrassa) · Vegeu més fotos d'aquest monument · Carregueu una nova foto d'aquest monument                                                |
| Conjunt de cases obreres de Cal Mauri                                                                      | BCIL 2003       | Obra popular XIX Mitjan                                                              | Terrassa c. del Passeig, 4-42 - c. Sant Cristòfol, 24-26-42                                | 41° 33′ 50″ N, 2° 00′ 53″ E / 41.563934°N,2.014757°E | IPA-28170     | Conjunt de cases obreres de Cal Mauri (Terrassa) · Vegeu més fotos d'aquest monument · Carregueu una nova foto d'aquest monument                           |
| Creu de terme i font pública, Creu Gran                                                                    | BCIL 2003       | Historicisme XX Inici                                                                | Terrassa Pl. de la Creu Gran                                                               | 41° 33′ 58″ N, 2° 00′ 54″ E / 41.566034°N,2.014972°E | IPA-28171     | Creu de terme i font pública (Terrassa) · Vegeu més fotos d'aquest monument · Carregueu una nova foto d'aquest monument                                    |
| Can Baró                                                                                                   | BCIL 2003       | Obra popular XVII                                                                    | Terrassa C. Font Vella, 1                                                                  | 41° 33′ 45″ N, 2° 00′ 41″ E / 41.562381°N,2.011276°E | IPA-28172     | Can Baró (Terrassa) · Vegeu més fotos d'aquest monument · Carregueu una nova foto d'aquest monument                                                        |
| Monument a Alfons Sala, comte d'Ègara                                                                      | BCIL 2003       | Academicisme Frederic Marès XX (1950)                                                | Terrassa Pg. del Comte d'Ègara                                                             | 41° 33′ 47″ N, 2° 00′ 56″ E / 41.56303°N,2.01546°E   | IPA-28173     | Monument a Alfons Sala, comte d'Ègara (Terrassa) · Vegeu més fotos d'aquest monument · Carregueu una nova foto d'aquest monument                           |
| Caserna de la Guàrdia Civil, antiga Llar del Soldat (desapareguda)                                         |                 | Eclecticisme XX Inici                                                                | Terrassa C. Sant Leopold, 47 - Sant Ildefons                                               | 41° 34′ 02″ N, 2° 00′ 46″ E / 41.567226°N,2.012794°E | IPA-28174     | Carregueu una nova foto d'aquest monument |
| Capella del Cementiri Vell                                                                                 | BCIL 2003       | Neoclassicisme XVIII Final                                                           | Terrassa Pl. de Joan Miró                                                                  | 41° 33′ 40″ N, 2° 01′ 15″ E / 41.561129°N,2.020771°E | IPA-28175     | Capella del Cementiri Vell (Terrassa) · Vegeu més fotos d'aquest monument · Carregueu una nova foto d'aquest monument                                      |
| Cementiri Nou de Terrassa                                                                                  | BCIL 2003       | Eclecticisme Melcior Viñals XX (1930)                                                | Terrassa Ctra. de Sabadell, km 16,85                                                       | 41° 33′ 31″ N, 2° 02′ 31″ E / 41.558652°N,2.041966°E | IPA-28176     | Cementiri Nou de Terrassa · Vegeu més fotos d'aquest monument · Carregueu una nova foto d'aquest monument                                                  |
| Capella i convent de les Germanes Josefines, Casa del Enfermo                                              | BCIL 2003       | Modernisme, historicisme Lluís Muncunill XX (1900 i 1906)                            | Terrassa C. del Concili Egarenc, 4, la Cogullada                                           | 41° 33′ 20″ N, 2° 00′ 22″ E / 41.555537°N,2.006196°E | IPA-28177     | Capella i convent de les Germanes Josefines (Terrassa) · Vegeu més fotos d'aquest monument · Carregueu una nova foto d'aquest monument                     |
| Col·legi Airina, antiga Casa Puigarnau                                                                     | BCIL 2003       | Historicisme Lluís Muncunill XIX (1897)                                              | Terrassa C. del Nord, 67                                                                   | 41° 34′ 02″ N, 2° 00′ 48″ E / 41.567169°N,2.013352°E | IPA-28196     | Col·legi Airina (Terrassa) · Vegeu més fotos d'aquest monument · Carregueu una nova foto d'aquest monument                                                 |
| Grup Escolar Abat Marcet                                                                                   |                 | Darreres tendències Oriol Bohigas, Josep Maria Martorell i Josep Pratmarsó XX (1960) | Terrassa Av. Abat Marcet, 324                                                              | 41° 34′ 29″ N, 2° 00′ 17″ E / 41.574626°N,2.004796°E | IPA-28197     | Grup Escolar Abat Marcet (Terrassa) · Vegeu més fotos d'aquest monument · Carregueu una nova foto d'aquest monument                                        |
| Grup Escolar Germans Amat                                                                                  |                 | Darreres tendències Oriol Bohigas, Josep Maria Martorell i Josep Pratmarsó XX (1960) | Terrassa C. Mallorca, 25                                                                   | 41° 33′ 31″ N, 1° 59′ 50″ E / 41.55858°N,1.997344°E  | IPA-28198     | Grup Escolar Germans Amat (Terrassa) · Vegeu més fotos d'aquest monument · Carregueu una nova foto d'aquest monument                                       |
| Grup Escolar Ramón y Cajal                                                                                 |                 | Darreres tendències Josep Antoni Balcells i Josep Pratmarsó XX (1960)                | Terrassa C. Ramón y Cajal, 111-115                                                         | 41° 33′ 37″ N, 2° 01′ 31″ E / 41.56037°N,2.025207°E  | IPA-28199     | Grup Escolar Ramón y Cajal (Terrassa) · Vegeu més fotos d'aquest monument · Carregueu una nova foto d'aquest monument                                      |
| Casa Geis, Casa Torrella, oficina de gestió del Museu de Terrassa                                          |                 | Modernisme Lluís Muncunill XX (1907)                                                 | Terrassa C. Gavatxons, 9                                                                   | 41° 33′ 45″ N, 2° 00′ 40″ E / 41.562528°N,2.011034°E | IPA-28200     | Casa Geis (Terrassa) · Vegeu més fotos d'aquest monument · Carregueu una nova foto d'aquest monument                                                       |
| Centre de Documentació i Museu Tèxtil                                                                      |                 | Darreres tendències XX Mitjan                                                        | Terrassa C. Salmerón, 25                                                                   | 41° 33′ 55″ N, 2° 01′ 10″ E / 41.565187°N,2.019457°E | IPA-28201     | Centre de Documentació i Museu Tèxtil (Terrassa) · Vegeu més fotos d'aquest monument · Carregueu una nova foto d'aquest monument                           |
| Centre Cultural Terrassa, LaFACT                                                                           |                 | Darreres tendències XX Final                                                         | Terrassa Rambla d'Ègara, 340                                                               | 41° 33′ 58″ N, 2° 00′ 25″ E / 41.566046°N,2.006984°E | IPA-28202     | Centre Cultural Terrassa (Terrassa) · Vegeu més fotos d'aquest monument · Carregueu una nova foto d'aquest monument                                        |
| Fàbrica Font Batallé                                                                                       | BCIL 2003       | Modernisme Lluís Muncunill XX (1916)                                                 | Terrassa C. Doctor Cabanes, 30                                                             | 41° 33′ 36″ N, 2° 00′ 35″ E / 41.560009°N,2.009597°E | IPA-28203     | Fàbrica Font Batallé (Terrassa) · Vegeu més fotos d'aquest monument · Carregueu una nova foto d'aquest monument                                            |
| Bòbila Almirall II                                                                                         | BCIL 2003       | Obra popular XX Mitjan                                                               | Terrassa Ctra. d'Olesa, 59                                                                 | 41° 33′ 18″ N, 1° 59′ 52″ E / 41.554959°N,1.997892°E | IPA-28204     | Bòbila Almirall II (Terrassa) · Vegeu més fotos d'aquest monument · Carregueu una nova foto d'aquest monument                                              |
| Magatzem Miquel Boix                                                                                       | BCIL 2003       | Modernisme Lluís Muncunill XX (1905)                                                 | Terrassa Pl. Mossèn Jacint Verdaguer, 6                                                    | 41° 33′ 58″ N, 2° 00′ 48″ E / 41.566247°N,2.01333°E  | IPA-28205     | Magatzem Miquel Boix (Terrassa) · Vegeu més fotos d'aquest monument · Carregueu una nova foto d'aquest monument                                            |
| Parc de Desinfecció                                                                                        | BCIL 2003       | Modernisme Josep Maria Coll i Bacardí XX (1915)                                      | Terrassa Pl. de l'Arquitecte Coll i Bacardí - ctra. d'Olesa, 82                            | 41° 33′ 22″ N, 1° 59′ 49″ E / 41.555987°N,1.996974°E | IPA-28206     | Parc de Desinfecció (Terrassa) · Vegeu més fotos d'aquest monument · Carregueu una nova foto d'aquest monument                                             |
| Conjunt de l'antiga Fàbrica Albiñana Ribas                                                                 | BCIL 2003       | Obra popular Lluís Muncunill XIX (1899)                                              | Terrassa C. Sant Gaietà, 57-73 - c. Cervantes                                              | 41° 34′ 04″ N, 2° 00′ 32″ E / 41.567816°N,2.008953°E | IPA-28207     | Conjunt de l'antiga Fàbrica Albiñana Ribas (Terrassa) · Vegeu més fotos d'aquest monument · Carregueu una nova foto d'aquest monument                      |
| Edifici del Condicionament Terrassenc                                                                      | BCIL 2003       | Modernisme Lluís Muncunill XX (1916)                                                 | Terrassa Pg. Vint-i-dos de Juliol, 218                                                     | 41° 34′ 12″ N, 2° 00′ 31″ E / 41.569951°N,2.008524°E | IPA-28208     | Edifici del Condicionament Terrassenc (Terrassa) · Vegeu més fotos d'aquest monument · Carregueu una nova foto d'aquest monument                           |
| Fàbrica Gibert i Junyent, l'Electra                                                                        | BCIL 2003       | Modernisme Lluís Muncunill XX (1911)                                                 | Terrassa C. Sant Isidre - c. Pantà                                                         | 41° 34′ 00″ N, 2° 00′ 38″ E / 41.566632°N,2.010616°E | IPA-28209     | Fàbrica Gibert i Junyent (Terrassa) · Vegeu més fotos d'aquest monument · Carregueu una nova foto d'aquest monument                                        |
| Antiga Fàbrica Marcet Poal, Fàbrica Amorós i Muntaner                                                      | BCIL 2003       | Modernisme Josep Maria Coll i Bacardí i Lluís Muncunill XX (1914-1920)               | Terrassa C. de la Rasa, 24 - c. Pantà                                                      | 41° 33′ 53″ N, 2° 00′ 40″ E / 41.564649°N,2.011126°E | IPA-28210     | Antiga Fàbrica Marcet Poal (Terrassa) · Vegeu més fotos d'aquest monument · Carregueu una nova foto d'aquest monument                                      |
| Xemeneia de la bòbila Almirall I                                                                           | BCIL 2003       | Obra popular XX Mitjan                                                               | Terrassa Pl. de l'Assemblea de Catalunya - av. Àngel Sallent                               | 41° 33′ 28″ N, 1° 59′ 58″ E / 41.557673°N,1.999517°E | IPA-28211     | Xemeneia de la bòbila Almirall (Terrassa) · Vegeu més fotos d'aquest monument · Carregueu una nova foto d'aquest monument                                  |
| Institut Industrial, antic Magatzem Freixa                                                                 | BCIL 2003       | Eclecticisme Joan Trays XIX (1894)                                                   | Terrassa C. Sant Pau, 6                                                                    | 41° 33′ 49″ N, 2° 00′ 51″ E / 41.563702°N,2.014162°E | IPA-28212     | Institut Industrial (Terrassa) · Vegeu més fotos d'aquest monument · Carregueu una nova foto d'aquest monument                                             |
| Magatzems Salvans, Fontanals i Cia.                                                                        |                 | Modernisme XIX                                                                       | Terrassa C. Nou de Sant Pere - c. del Passeig                                              | 41° 33′ 56″ N, 2° 00′ 49″ E / 41.565624°N,2.013534°E | IPA-28213     | Magatzems Salvans (Terrassa) · Vegeu més fotos d'aquest monument · Carregueu una nova foto d'aquest monument                                               |
| Magatzem Vallhonrat                                                                                        |                 | Obra popular XX Mitjan                                                               | Terrassa Pl. Maragall, 1                                                                   | 41° 33′ 53″ N, 2° 00′ 47″ E / 41.564661°N,2.013153°E | IPA-28216     | Magatzem Vallhonrat (Terrassa) · Vegeu més fotos d'aquest monument · Carregueu una nova foto d'aquest monument                                             |
| Naus industrials de la casa Soler                                                                          |                 | Obra popular XX (1916)                                                               | Terrassa C. Sant Leopold, 88 - c. Montserrat, 24                                           | 41° 34′ 08″ N, 2° 00′ 46″ E / 41.568851°N,2.01266°E  | IPA-28217     | Naus industrials de la casa Soler (Terrassa) · Vegeu més fotos d'aquest monument · Carregueu una nova foto d'aquest monument                               |
| Celler del Sindicat Agrícola de Terrassa                                                                   |                 | Noucentisme Francesc Folguera i Grassi XX Inici                                      | Terrassa C. Colom, 97 - c. Estanislau Figueres                                             | 41° 33′ 38″ N, 2° 01′ 25″ E / 41.560483°N,2.023485°E | IPA-28218     | Celler del Sindicat Agrícola de Terrassa · Vegeu més fotos d'aquest monument · Carregueu una nova foto d'aquest monument                                   |
| Fàbrica Duran                                                                                              |                 | Eclecticisme XX Mitjan                                                               | Terrassa C. Prat de la Riba, 88                                                            | 41° 34′ 02″ N, 2° 01′ 20″ E / 41.56723°N,2.022262°E  | IPA-28219     | Fàbrica Duran (Terrassa) · Vegeu més fotos d'aquest monument · Carregueu una nova foto d'aquest monument                                                   |
| Fàbrica Mitjans                                                                                            |                 | Darreres tendències XX Mitjan                                                        | Terrassa C. Dr. Pearson, 113 - ctra. de Castellar, 119                                     | 41° 34′ 02″ N, 2° 01′ 28″ E / 41.567246°N,2.024354°E | IPA-28220     | Fàbrica Mitjans (Terrassa) · Vegeu més fotos d'aquest monument · Carregueu una nova foto d'aquest monument                                                 |
| Nau de l'antic Vapor Gran                                                                                  | BCIL 2003       | Obra popular Jacint Matalonga XIX Mitjan                                             | Terrassa Pg. del Vapor Gran - c. Portal Nou, 36-40                                         | 41° 33′ 38″ N, 2° 00′ 49″ E / 41.56045°N,2.013626°E  | IPA-28221     | Nau de l'antic Vapor Gran (Terrassa) · Vegeu més fotos d'aquest monument · Carregueu una nova foto d'aquest monument                                       |
| Vapor Ventalló                                                                                             | BCIL 2003       | Obra popular Lluís Muncunill XIX Final                                               | Terrassa C. de la Rasa, 16 - c. Sant Llorenç, 1                                            | 41° 33′ 54″ N, 2° 00′ 43″ E / 41.56489°N,2.012022°E  | IPA-28222     | Vapor Ventalló (Terrassa) · Vegeu més fotos d'aquest monument · Carregueu una nova foto d'aquest monument                                                  |
| Antic Vapor Sala (desaparegut)                                                                             |                 | Obra popular XX Inici                                                                | Terrassa Av. Jacquard - c. Igualtat                                                        | 41° 33′ 48″ N, 2° 01′ 12″ E / 41.563469°N,2.020004°E | IPA-28223     | Carregueu una nova foto d'aquest monument |
| Antic Magatzem Font Batallé, actual oficina bancària                                                       |                 | Eclecticisme Melcior Viñals XX (1910)                                                | Terrassa Placeta de Saragossa, 1 - c. Sant Llorenç, 1-3                                    | 41° 33′ 54″ N, 2° 00′ 44″ E / 41.564914°N,2.012268°E | IPA-28224     | Antic Magatzem Font Batallé (Terrassa) · Vegeu més fotos d'aquest monument · Carregueu una nova foto d'aquest monument                                     |
| Vapor Badiella o Vapor Monset (desaparegut)                                                                |                 | Obra popular XIX Final                                                               | Terrassa Rambla d'Ègara, 356                                                               | 41° 34′ 02″ N, 2° 00′ 22″ E / 41.567254°N,2.006078°E | IPA-28225     | Vapor Badiella (Terrassa) · Vegeu més fotos d'aquest monument · Carregueu una nova foto d'aquest monument                                                  |
| Antic Magatzem Casajuana, Can Clapés (desaparegut)                                                         |                 | Eclecticisme Lluís Muncunill XIX (1897)                                              | Terrassa C. del Camí Fondo, 19-21                                                          | 41° 33′ 55″ N, 2° 00′ 46″ E / 41.56538°N,2.01266°E   | IPA-28226     | Carregueu una nova foto d'aquest monument |
| La Magdalena                                                                                               | BCIL 2003       | Monumentalisme academicista 1941-1942                                                | Terrassa Pl. Baltasar Ragon - c. Faraday, 1-15                                             | 41° 33′ 24″ N, 2° 00′ 13″ E / 41.556549°N,2.003739°E | IPA-28227     | La Magdalena (Terrassa) · Vegeu més fotos d'aquest monument · Carregueu una nova foto d'aquest monument                                                    |
| Edifici de la fàbrica AEG                                                                                  | BCIL 2003       | Monumentalisme academicista Ignasi Escudé i Gibert XX (1940)                         | Terrassa Ctra. de Castellar, 225 - c. Josep Tapiolas                                       | 41° 34′ 15″ N, 2° 01′ 38″ E / 41.57079°N,2.027138°E  | IPA-28228     | Edifici de la fàbrica AEG (Terrassa) · Vegeu més fotos d'aquest monument · Carregueu una nova foto d'aquest monument                                       |
| Fàbrica SAPHIL, S.A. de Peinaje e Hilatura de Lana (l'Anònima)                                             |                 | Obra popular XX Inici                                                                | Terrassa C. Galileu, 303 - pl. de l'Anònima                                                | 41° 33′ 54″ N, 2° 00′ 19″ E / 41.56491°N,2.005284°E  | IPA-28230     | Fàbrica SAPHIL (Terrassa) · Vegeu més fotos d'aquest monument · Carregueu una nova foto d'aquest monument                                                  |
| Nau de l'antic Vapor Ros                                                                                   | BCIL 2003       | Obra popular Lluís Muncunill XX (1907)                                               | Terrassa C. del Racó, 15                                                                   | 41° 33′ 42″ N, 2° 00′ 48″ E / 41.561791°N,2.013245°E | IPA-28231     | Nau de l'antic Vapor Ros (Terrassa) · Vegeu més fotos d'aquest monument · Carregueu una nova foto d'aquest monument                                        |
| Xemeneies de la Tintoreria Llanera                                                                         | BCIL 2013       | Obra popular XX Inici                                                                | Terrassa Pl. de Salvat-Papasseit, c. Montserrat                                            | 41° 34′ 07″ N, 2° 00′ 43″ E / 41.568494°N,2.011973°E | IPA-28232     | Xemeneies de la Tintoreria Llanera (Terrassa) · Vegeu més fotos d'aquest monument · Carregueu una nova foto d'aquest monument                              |
| Sala Muncunill, antiga nau del Vapor Amat, naus de Ca l'Izard                                              | BCIL 2003       | Obra popular XX Inici                                                                | Terrassa C. de la Rasa, 53-55 - pl. Didó                                                   | 41° 33′ 50″ N, 2° 00′ 38″ E / 41.564023°N,2.010466°E | IPA-28233     | Sala Muncunill (Terrassa) · Vegeu més fotos d'aquest monument · Carregueu una nova foto d'aquest monument                                                  |
| Antiga xemeneia de Tintes Olivé                                                                            | BCIL 2013       | Obra popular XIX Mitjan                                                              | Terrassa C. Societat - c. Mina                                                             | 41° 34′ 01″ N, 2° 00′ 50″ E / 41.567061°N,2.013824°E | IPA-28234     | Antiga xemeneia de Tintes Olivé (Terrassa) · Vegeu més fotos d'aquest monument · Carregueu una nova foto d'aquest monument                                 |
| Masia de Can Petit                                                                                         | BCIL 2013       | Obra popular XV                                                                      | Terrassa Ctra. C-1415a de Terrassa a Castellar, km 18,8, a 300 m                           | 41° 35′ 04″ N, 2° 01′ 58″ E / 41.584461°N,2.032793°E | IPA-28235     | Carregueu una nova foto d'aquest monument |
| Can Figueres del Mas                                                                                       | BCIL 2003       | Obra popular XIV, XIX                                                                | Terrassa Ctra. N-150 de Terrassa a Sabadell, km 15,7, a 100 m                              | 41° 33′ 30″ N, 2° 03′ 16″ E / 41.558211°N,2.054465°E | IPA-28236     | Carregueu una nova foto d'aquest monument |
| Masia Can Bogunyà del Mas                                                                                  | BCIL 2013       | Obra popular XVII                                                                    | Terrassa Ctra. B-122 de Terrassa a Rellinars, km 1,5, a 800 m                              | 41° 35′ 13″ N, 2° 00′ 19″ E / 41.586985°N,2.005337°E | IPA-28237     | Masia Can Bogunyà del Mas (Terrassa) · Vegeu més fotos d'aquest monument · Carregueu una nova foto d'aquest monument                                       |
| Torre de Mossèn Homs o Mossèn Doms                                                                         | BCIL 2003       | Obra popular XVIII                                                                   | Terrassa Ctra. C-1415a de Terrassa a Castellar, km 18,8, a 150 m                           | 41° 34′ 59″ N, 2° 02′ 19″ E / 41.583009°N,2.038747°E | IPA-28238     | Torre de Mossèn Homs (Terrassa) · Vegeu més fotos d'aquest monument · Carregueu una nova foto d'aquest monument                                            |
| Capella de Mossèn Homs, el Sagrat Cor                                                                      |                 | Obra popular XVIII                                                                   | Terrassa Ctra. C-1415a de Terrassa a Castellar, km 19, a 150 m                             | 41° 34′ 59″ N, 2° 02′ 21″ E / 41.583006°N,2.039123°E | IPA-28239     | Capella de Mossèn Homs (Terrassa) · Vegeu més fotos d'aquest monument · Carregueu una nova foto d'aquest monument                                          |
| Can Bonvilar                                                                                               | BCIL 2013       | Obra popular XVIII                                                                   | Terrassa Ctra. C-1415 de Terrassa a Castellar, km 19, a 4.000 m                            | 41° 34′ 28″ N, 2° 03′ 32″ E / 41.574401°N,2.058944°E | IPA-28240     | Can Bonvilar (Terrassa) · Vegeu més fotos d'aquest monument · Carregueu una nova foto d'aquest monument                                                    |
| Can Falguera                                                                                               | BCIL 2003       | Obra popular XV                                                                      | Terrassa Plaça Gran, les Fonts                                                             | 41° 31′ 41″ N, 2° 02′ 21″ E / 41.528092°N,2.039241°E | IPA-28241     | Can Falguera (Terrassa) · Vegeu més fotos d'aquest monument · Carregueu una nova foto d'aquest monument                                                    |
| Ermita de Santa Magdalena de Puigbarral, Santa Maria                                                       | BCIL 2003       | Romànic XIII                                                                         | Terrassa Ctra. BV-1221 de Terrassa a Matadepera, km 1,3, a 300 m                           | 41° 35′ 21″ N, 2° 01′ 40″ E / 41.589206°N,2.027793°E | IPA-28242     | Ermita de Santa Magdalena de Puigbarral (Terrassa) · Vegeu més fotos d'aquest monument · Carregueu una nova foto d'aquest monument                         |
| Can Fonollet                                                                                               | BCIL 2013       | Obra popular XIV                                                                     | Terrassa Final pg. del Ferrocarril, les Fonts                                              | 41° 31′ 11″ N, 2° 01′ 54″ E / 41.519845°N,2.031773°E | IPA-28243     | Can Fonollet (Terrassa) · Vegeu més fotos d'aquest monument · Carregueu una nova foto d'aquest monument                                                    |
| Can Guitard de la Riera                                                                                    | BCIL 2013       | Obra popular XV                                                                      | Terrassa Ctra. BP-1503 Terrassa a Rubí, km 26,2, a 500 m                                   | 41° 32′ 11″ N, 2° 01′ 26″ E / 41.536511°N,2.023984°E | IPA-28244     | Carregueu una nova foto d'aquest monument |
| Can Carbonell                                                                                              | BCIL 2003       | Obra popular XIV                                                                     | Terrassa Ctra. BV-1221 de Terrassa a Matadepera, km 0,9, a 500 m                           | 41° 35′ 29″ N, 2° 00′ 30″ E / 41.591342°N,2.00847°E  | IPA-28246     | Can Carbonell (Terrassa) · Vegeu més fotos d'aquest monument · Carregueu una nova foto d'aquest monument                                                   |
| Can Guitard de la Muntanya                                                                                 | BCIL 2013       | Obra popular XVI                                                                     | Terrassa Ctra. B-122 de Terrassa a Rellinars, km 4,8, a 1.500 m                            | 41° 35′ 53″ N, 1° 58′ 26″ E / 41.598161°N,1.973915°E | IPA-28247     | Can Guitard de la Muntanya (Terrassa) · Vegeu més fotos d'aquest monument · Carregueu una nova foto d'aquest monument                                      |
| Can Misser Margarit                                                                                        |                 | Obra popular XV                                                                      | Terrassa Ctra. B-120 de Terrassa a Viladecavalls, km 1,3, a 500 m (enderrocat)             | 41° 33′ 09″ N, 1° 58′ 57″ E / 41.55245°N,1.98241°E   | IPA-28248     | Carregueu una nova foto d'aquest monument |
| Can Montllor                                                                                               | BCIL 2003       | Obra popular XVI                                                                     | Terrassa Ctra. C-1415a de Terrassa a Castellar, km 18,8, a 150 m                           | 41° 34′ 43″ N, 2° 02′ 14″ E / 41.578519°N,2.03725°E  | IPA-28249     | Can Montllor (Terrassa) · Vegeu més fotos d'aquest monument · Carregueu una nova foto d'aquest monument                                                    |
| Can Cardús de les Orioles                                                                                  | BCIL 2003       | Obra popular, gòtic-renaixement XVI                                                  | Terrassa Ctra. B-122 de Terrassa a Rellinars, km 2,25, a 1.000 m                           | 41° 34′ 40″ N, 1° 59′ 24″ E / 41.577837°N,1.98992°E  | IPA-28250     | Can Cardús de les Orioles (Terrassa) · Vegeu més fotos d'aquest monument · Carregueu una nova foto d'aquest monument                                       |
| Ermita de Santa Margarida del Mujal                                                                        | BCIL 2003       | Romànic XII                                                                          | Terrassa C. Àries, polígon industrial de Can Parellada                                     | 41° 32′ 41″ N, 2° 02′ 10″ E / 41.54466°N,2.036017°E  | IPA-28251     | Ermita de Santa Margarida del Mujal (Terrassa) · Vegeu més fotos d'aquest monument · Carregueu una nova foto d'aquest monument                             |
| Can Parellada                                                                                              | BCIL 2003       | Obra popular XVIII                                                                   | Terrassa Av. del Vallès, a 100 m, polígon industrial de Can Parellada                      | 41° 32′ 16″ N, 2° 02′ 11″ E / 41.537808°N,2.036387°E | IPA-28252     | Carregueu una nova foto d'aquest monument |
| Ca n'Arnella                                                                                               | BCIL 2013       | Gòtic tardà, obra popular XVI                                                        | Terrassa Ctra. BV-1248 de Sabadell a Matadepera, km 6                                      | 41° 35′ 23″ N, 2° 02′ 35″ E / 41.58985°N,2.043162°E  | IPA-28253     | Carregueu una nova foto d'aquest monument |
| Can Barba de la Pedra Blanca                                                                               | BCIL 2013       | Obra popular, gòtic tardà XV                                                         | Terrassa Ctra. N-150 de Terrassa a Sabadell, km 15,5, a 30 m                               | 41° 33′ 12″ N, 2° 03′ 25″ E / 41.553273°N,2.056935°E | IPA-28254     | Can Barba de la Pedra Blanca (Terrassa) · Vegeu més fotos d'aquest monument · Carregueu una nova foto d'aquest monument                                    |
| Ca n'Amat de la Muntanya                                                                                   | BCIL 2013       | Obra popular XIV                                                                     | Terrassa Ctra. B-122 de Terrassa a Rellinars, km 3, a 50 m                                 | 41° 35′ 21″ N, 1° 59′ 25″ E / 41.589144°N,1.990317°E | IPA-28255     | Carregueu una nova foto d'aquest monument |
| Can Poal de la Costa                                                                                       | BCIL 2013       | Obra popular, Noucentisme XIV                                                        | Terrassa Ctra. C-243c de Terrassa a Martorell, km 13,5, a 1.000 m                          | 41° 33′ 12″ N, 1° 59′ 43″ E / 41.553351°N,1.995333°E | IPA-28256     | Can Poal de la Costa (Terrassa) · Vegeu més fotos d'aquest monument · Carregueu una nova foto d'aquest monument                                            |
| Masia Marcet                                                                                               | BCIL 2003       | Noucentisme Lluís Muncunill XX Inici                                                 | Terrassa Avinguda de Can Boada del Pi                                                      | 41° 34′ 17″ N, 1° 59′ 52″ E / 41.571303°N,1.997774°E | IPA-28257     | Masia Marcet (Terrassa) · Vegeu més fotos d'aquest monument · Carregueu una nova foto d'aquest monument                                                    |
| Ermita del Sagrat Cor de Jesús                                                                             | BCIL 2003       | Modernisme Josep Maria Coll i Bacardí XX (1910)                                      | Terrassa Avinguda de Can Boada del Pi                                                      | 41° 34′ 14″ N, 1° 59′ 53″ E / 41.57042°N,1.998093°E  | IPA-28258     | Ermita del Sagrat Cor de Jesús (Terrassa) · Vegeu més fotos d'aquest monument · Carregueu una nova foto d'aquest monument                                  |
| Can Boada del Pi                                                                                           | BCIL 2003       | Gòtic tardà, obra popular XVI                                                        | Terrassa Avinguda de Can Boada del Pi                                                      | 41° 34′ 17″ N, 1° 59′ 51″ E / 41.571369°N,1.997385°E | IPA-28259     | Can Boada del Pi (Terrassa) · Vegeu més fotos d'aquest monument · Carregueu una nova foto d'aquest monument                                                |
| Can Palet de la Quadra de Vallparadís                                                                      | BCIL 2003       | Obra popular XII, XV                                                                 | Terrassa Av. de les Glòries Catalanes, 119-121                                             | 41° 33′ 22″ N, 2° 01′ 41″ E / 41.555997°N,2.027965°E | IPA-28260     | Can Palet de la Quadra de Vallparadís (Terrassa) · Vegeu més fotos d'aquest monument · Carregueu una nova foto d'aquest monument                           |
| Can Font de Gaià                                                                                           | BCIL 2013       | Eclecticisme XIX                                                                     | Terrassa Ctra. B-122 de Terrassa a Rellinars, km 2,7, a 2.000 m                            | 41° 34′ 53″ N, 1° 58′ 46″ E / 41.581376°N,1.979363°E | IPA-28261     | Can Font de Gaià (Terrassa) · Vegeu més fotos d'aquest monument · Carregueu una nova foto d'aquest monument                                                |
| Can Ribes, vora Ca n'Amat de les Farines                                                                   | BCIL 2013       | Eclecticisme XX Inici                                                                | Terrassa Camí de Ca n'Amat, les Fonts                                                      | 41° 31′ 43″ N, 2° 02′ 40″ E / 41.528676°N,2.044331°E | IPA-28262     | Can Ribes (Terrassa) · Vegeu més fotos d'aquest monument · Carregueu una nova foto d'aquest monument                                                       |
| Masia els Bellots                                                                                          | BCIL 2013       | Obra popular, gòtic tardà XVI                                                        | Terrassa C. de la Terra, 1, polígon industrial els Bellots                                 | 41° 32′ 54″ N, 2° 02′ 30″ E / 41.548231°N,2.041778°E | IPA-28264     | Carregueu una nova foto d'aquest monument |
| Ca n'Anglada                                                                                               |                 | Obra popular, gòtic XV                                                               | Terrassa C. de la Mare de Déu del Mar, 49, Ca n'Anglada                                    | 41° 33′ 40″ N, 2° 01′ 48″ E / 41.56102°N,2.029971°E  | IPA-28265     | Ca n'Anglada (Terrassa) · Vegeu més fotos d'aquest monument · Carregueu una nova foto d'aquest monument                                                    |
| Ermita de Sant Cristòfol de Ca n'Anglada                                                                   | BCIL 2003       | Romànic XI                                                                           | Terrassa C. de la Mare de Déu del Mar, 49                                                  | 41° 33′ 40″ N, 2° 01′ 47″ E / 41.56121°N,2.029819°E  | IPA-28266     | Ermita de Sant Cristòfol de Ca n'Anglada (Terrassa) · Vegeu més fotos d'aquest monument · Carregueu una nova foto d'aquest monument                        |
| Cal Conco, Casa Ubach i antic Registre de la Propietat                                                     | BCIL 2003       | Obra popular XIX                                                                     | Terrassa C. del Camí Fondo, 35 - pl. Mossèn Jacint Verdaguer, 21                           | 41° 33′ 57″ N, 2° 00′ 47″ E / 41.565843°N,2.013019°E | IPA-28267     | Cal Conco (Terrassa) · Vegeu més fotos d'aquest monument · Carregueu una nova foto d'aquest monument                                                       |
| Can Torrella del Mas, Mas Bartu                                                                            | BCIL 2013       | Obra popular, historicisme XV, XIX                                                   | Terrassa Ctra. N-150 de Terrassa a Sabadell, km 16,9, a 50 m                               | 41° 33′ 21″ N, 2° 02′ 29″ E / 41.555736°N,2.041351°E | IPA-28268     | Can Torrella del Mas (Terrassa) · Vegeu més fotos d'aquest monument · Carregueu una nova foto d'aquest monument                                            |
| Pou de glaç del Guitard                                                                                    | BCIL 2003       | Obra popular                                                                         | Terrassa Camí de la Font de la Cirera, Can Guitard de la Muntanya                          | 41° 35′ 59″ N, 1° 58′ 23″ E / 41.599758°N,1.973120°E | IPA-33372     | Carregueu una nova foto d'aquest monument |
| Torrota de l'Obac                                                                                          | BCIL 2003       | Medieval                                                                             | Terrassa A uns 2 km de la casa Nova de l'Obac                                              | 41° 37′ 44″ N, 1° 58′ 08″ E / 41.628775°N,1.968872°E | IPA-33373     | Torrota de l'Obac (Terrassa) · Modifica el valor a Wikidata · Carregueu una nova foto d'aquest monument                                                    |
| Casa Germain                                                                                               | BCIL 2003       | Obra popular XIX                                                                     | Terrassa Pl. Marta Mata, 5                                                                 | 41° 34′ 07″ N, 2° 00′ 59″ E / 41.568581°N,2.016306°E | IPA-33375     | Casa Germain (Terrassa) · Vegeu més fotos d'aquest monument · Carregueu una nova foto d'aquest monument                                                    |
| Masia Can Salas                                                                                            | BCIL 2013       | XV                                                                                   | Terrassa Ctra. BV-1248 de Matadepera-Sabadell, km 6200                                     | 41° 35′ 37″ N, 2° 02′ 46″ E / 41.593573°N,2.046145°E | IPA-33378     | Carregueu una nova foto d'aquest monument |
| Sanatori de Terrassa, Hospital del Tòrax, actual Parc Audiovisual de Catalunya                             | BCIL 2003       |                                                                                      | Terrassa Ctra. BV-1274, km 1                                                               | 41° 35′ 39″ N, 2° 00′ 25″ E / 41.594067°N,2.007054°E | IPA-33379     | Sanatori de Terrassa · Vegeu més fotos d'aquest monument · Carregueu una nova foto d'aquest monument                                                       |
| Can Casanovas                                                                                              | BCIL 2003       | XIV                                                                                  | Terrassa Ctra. BP-1503, km 26, a 50 m                                                      | 41° 32′ 28″ N, 2° 01′ 32″ E / 41.540978°N,2.025422°E | IPA-35359     | Carregueu una nova foto d'aquest monument |
| Can Badiella i creu de terme                                                                               | BCIL 2013       | XVII                                                                                 | Terrassa Ctra. N-150, km 15,700 a 1.000 m                                                  | 41° 32′ 55″ N, 2° 03′ 32″ E / 41.5487°N,2.058869°E   | IPA-35360     | Can Badiella i creu de terme (Terrassa) · Vegeu més fotos d'aquest monument · Carregueu una nova foto d'aquest monument                                    |
| Can Sabater del Torrent                                                                                    | BCIL 2013       |                                                                                      | Terrassa Ctra. N-150, km 5,700 a 2.500 m                                                   | 41° 32′ 28″ N, 2° 03′ 26″ E / 41.541177°N,2.057152°E | IPA-35363     | Carregueu una nova foto d'aquest monument |
| Xemeneia de la Fàbrica Abad Ribera                                                                         | BCIL 2013       |                                                                                      | Terrassa Ctra. Martorell, 29 - c. Concili Egarenc - c. Fortuny                             | 41° 33′ 22″ N, 2° 00′ 22″ E / 41.556111°N,2.006244°E | IPA-35365     | Xemeneia de la Fàbrica Abad Ribera (Terrassa) · Vegeu més fotos d'aquest monument · Carregueu una nova foto d'aquest monument                              |
| Xemeneia de l'Auxiliar Estambrera                                                                          | BCIL 2013       |                                                                                      | Terrassa C. Menéndez Pelayo - c. Santa Eulàlia - c. Bages - c. Concepción Arenal           | 41° 33′ 08″ N, 2° 01′ 29″ E / 41.552313°N,2.024659°E | IPA-35366     | Xemeneia de l'Auxiliar Estambrera (Terrassa) · Vegeu més fotos d'aquest monument · Carregueu una nova foto d'aquest monument                               |
| Xemeneia de l'antiga Quadra Busquets                                                                       | BCIL 2013       | XX                                                                                   | Terrassa C. de la Unió, 14 - c. Iscle Soler                                                | 41° 33′ 44″ N, 2° 00′ 31″ E / 41.56228°N,2.008568°E  | IPA-35367     | Xemeneia de l'antiga Quadra Busquets (Terrassa) · Vegeu més fotos d'aquest monument · Carregueu una nova foto d'aquest monument                            |
| Xemeneia de Filcolor                                                                                       | BCIL 2013       |                                                                                      | Terrassa Ctra. de Montcada, 269-275                                                        | 41° 33′ 30″ N, 2° 00′ 59″ E / 41.558257°N,2.01632°E  | IPA-35368     | Xemeneia de Filcolor (Terrassa) · Vegeu més fotos d'aquest monument · Carregueu una nova foto d'aquest monument                                            |
| Xemeneia Pont, Aurell i Armengol                                                                           | BCIL 2013       |                                                                                      | Terrassa C. Baldrich, 100 - c. Santa Maria - c. Viveret - c. Sant Francesc, 81             | 41° 33′ 30″ N, 2° 00′ 52″ E / 41.558273°N,2.014564°E | IPA-35369     | Xemeneia Pont, Aurell i Armengol (Terrassa) · Vegeu més fotos d'aquest monument · Carregueu una nova foto d'aquest monument                                |
| Xemeneia Roca i Pous                                                                                       | BCIL 2013       | XX                                                                                   | Terrassa C. Sant Marian - Baldrich                                                         | 41° 33′ 33″ N, 2° 00′ 51″ E / 41.559107°N,2.014233°E | IPA-35370     | Xemeneia Roca i Pous (Terrassa) · Vegeu més fotos d'aquest monument · Carregueu una nova foto d'aquest monument                                            |
| Xemeneia de la SAPHIL                                                                                      | BCIL 2013       |                                                                                      | Terrassa Pl. de l'Anònima                                                                  | 41° 33′ 55″ N, 2° 00′ 22″ E / 41.565239°N,2.006137°E | IPA-35371     | Xemeneia de la SAPHIL (Terrassa) · Vegeu més fotos d'aquest monument · Carregueu una nova foto d'aquest monument                                           |
| Xemeneia de la Terrassa Industrial (TISA)                                                                  | BCIL 2013       |                                                                                      | Terrassa C. Prim - ctra. de Montcada                                                       | 41° 33′ 25″ N, 2° 00′ 58″ E / 41.557077°N,2.016042°E | IPA-35372     | Xemeneia de la Terrassa Industrial (Terrassa) · Vegeu més fotos d'aquest monument · Carregueu una nova foto d'aquest monument                              |
| Xemeneia de Tintes Gorina i Grau                                                                           | BCIL 2013       |                                                                                      | Terrassa C. Sant Genís, 75-95                                                              | 41° 33′ 36″ N, 2° 00′ 57″ E / 41.560101°N,2.015769°E | IPA-35373     | Carregueu una nova foto d'aquest monument |
| Xemeneia d'Hilados y Tintes Soler                                                                          | BCIL 2013       | XX                                                                                   | Terrassa C. Sant Quirze, 19 - c. Topete, 26 - c. Sant Jaume                                | 41° 33′ 42″ N, 2° 00′ 57″ E / 41.561701°N,2.015916°E | IPA-35374     | Xemeneia d'Hilados y Tintes Soler (Terrassa) · Vegeu més fotos d'aquest monument · Carregueu una nova foto d'aquest monument                               |
| Xemeneia de Tintes del Vallès                                                                              | BCIL 2013       | XX                                                                                   | Terrassa C. Linné, 23 - c. Lavosier - c. Lepant - c. Aragó                                 | 41° 33′ 13″ N, 2° 00′ 21″ E / 41.553727°N,2.005716°E | IPA-35375     | Xemeneia de Tintes del Vallés (Terrassa) · Vegeu més fotos d'aquest monument · Carregueu una nova foto d'aquest monument                                   |
| Xemeneia de la Tintoreria Doré, o Vapor Galí                                                               | BCIL 2013       | XX                                                                                   | Terrassa Pg. Vint-i-dos de Juliol - pg. de les Lletres                                     | 41° 34′ 12″ N, 2° 00′ 38″ E / 41.569873°N,2.010675°E | IPA-35376     | Xemeneia de la Tintoreria Doré (Terrassa) · Vegeu més fotos d'aquest monument · Carregueu una nova foto d'aquest monument                                  |
| Xemeneia de la Fàbrica Guardiola                                                                           | BCIL 2013       | XX                                                                                   | Terrassa C. Sant Antoni, 62                                                                | 41° 33′ 54″ N, 2° 01′ 03″ E / 41.565129°N,2.017563°E | IPA-35381     | Xemeneia de la Fàbrica Guardiola (Terrassa) · Vegeu més fotos d'aquest monument · Carregueu una nova foto d'aquest monument                                |
| Xemeneia de Filatures Matarí                                                                               | BCIL 2013       |                                                                                      | Terrassa C. del Bruc, 20 - c. Frederic Soler - c. Pasteur - c. Josep Trueta                | 41° 33′ 57″ N, 2° 00′ 08″ E / 41.565827°N,2.00213°E  | IPA-35382     | Xemeneia de Filatures Matarí (Terrassa) · Vegeu més fotos d'aquest monument · Carregueu una nova foto d'aquest monument                                    |
| Xemeneia de la Manufactura Auxiliar I                                                                      | BCIL 2013       |                                                                                      | Terrassa C. Sant Sebastià, 127 - c. Lepant - c. Roger de Llúria - c. Pare Font             | 41° 33′ 18″ N, 2° 00′ 51″ E / 41.554985°N,2.014277°E | IPA-35384     | Xemeneia de la Manufactura Auxiliar I (Terrassa) · Vegeu més fotos d'aquest monument · Carregueu una nova foto d'aquest monument                           |
| Xemeneia Oliu, antic Vapor Monset                                                                          | BCIL 2013       | XX                                                                                   | Terrassa Pl. del Vapor Monset                                                              | 41° 34′ 01″ N, 2° 00′ 27″ E / 41.567041°N,2.007464°E | IPA-35386     | Xemeneia Oliu (Terrassa) · Vegeu més fotos d'aquest monument · Carregueu una nova foto d'aquest monument                                                   |
| Finestra amb llinda al carrer Sant Pere, 30                                                                | BCIL 2003       | Obra popular XVI                                                                     | Terrassa C. Sant Pere, 30                                                                  | 41° 33′ 49″ N, 2° 00′ 41″ E / 41.563678°N,2.011517°E | IPA-35387     | Finestra amb llinda al carrer Sant Pere, 30 (Terrassa) · Vegeu més fotos d'aquest monument · Carregueu una nova foto d'aquest monument                     |
| Farmàcia Coll                                                                                              | BCIL 2003       | Noucentisme XIX                                                                      | Terrassa Pl. Vella, 2                                                                      | 41° 33′ 43″ N, 2° 00′ 41″ E / 41.561941°N,2.011485°E | IPA-35389     | Farmàcia Coll (Terrassa) · Vegeu més fotos d'aquest monument · Carregueu una nova foto d'aquest monument                                                   |
| Pont del Fossat del castell cartoixa de Vallparadís                                                        |                 | Obra popular Medieval                                                                | Terrassa Parc de Vallparadís                                                               | 41° 33′ 53″ N, 2° 01′ 09″ E / 41.564799°N,2.019093°E | IPA-37043     | Pont del Fossat del castell cartoixa de Vallparadís (Terrassa) · Vegeu més fotos d'aquest monument · Carregueu una nova foto d'aquest monument             |
| Forn de calç de Can Bonvilar                                                                               |                 | Obra popular                                                                         | Terrassa Camí dels Plans de Bonvilar s/n, davant el CIAB                                   | 41° 34′ 54″ N, 2° 02′ 52″ E / 41.58155°N,2.04776°E   | IPA-41603     | Forn de calç de Can Bonvilar (Terrassa) · Vegeu més fotos d'aquest monument · Carregueu una nova foto d'aquest monument                                    |
| Bòbila de Can Colomer                                                                                      |                 | Obra popular                                                                         | Terrassa Ctra. B-122 - av. Lacetània                                                       | 41° 35′ 00″ N, 1° 59′ 48″ E / 41.58338°N,1.99664°E   | IPA-41604     | Bòbila de Can Colomer (Terrassa) · Vegeu més fotos d'aquest monument · Carregueu una nova foto d'aquest monument                                           |
| Bòbila de Can Bogunyà                                                                                      |                 | Obra popular                                                                         | Terrassa Ctra. B-122 de Terrassa a Rellinars, km 1,5, a 800 m                              | 41° 35′ 14″ N, 2° 00′ 12″ E / 41.58730°N,2.00327°E   | IPA-41605     | Bòbila de Can Bogunyà (Terrassa) · Vegeu més fotos d'aquest monument · Carregueu una nova foto d'aquest monument                                           |
| Forn de calç de les Cantarelles                                                                            |                 | Obra popular                                                                         | Terrassa Ctra. BV-1221, km 9, a 500 m                                                      | 41° 38′ 38″ N, 1° 58′ 43″ E / 41.643868°N,1.978624°E | IPA-41606     | Carregueu una nova foto d'aquest monument |
| Bòbila de Can Carbonell                                                                                    |                 | Obra popular                                                                         | Terrassa Ctra. BV-1221 de Terrassa a Matadepera, km 0,9, a 500 m                           | 41° 35′ 32″ N, 2° 00′ 34″ E / 41.592148°N,2.009397°E | IPA-41607     | Carregueu una nova foto d'aquest monument |
| Can Colomer                                                                                                | BCIL 2013       | Obra popular                                                                         | Terrassa Ctra. B-122 de Terrassa a Rellinars, km 1,6, a 20 m                               | 41° 34′ 54″ N, 1° 59′ 58″ E / 41.581741°N,1.999496°E | IPA-42254     | Can Colomer (Terrassa) · Vegeu més fotos d'aquest monument · Carregueu una nova foto d'aquest monument                                                     |
| Xemeneia del Vapor Aymerich, Amat i Jover                                                                  | BCIL 2013       |                                                                                      | Terrassa Rambla d'Ègara, 270                                                               | 41° 33′ 54″ N, 2° 00′ 28″ E / 41.564886°N,2.007843°E | IPA-42256     | Xemeneia del Vapor Aymerich, Amat i Jover (Terrassa) · Vegeu més fotos d'aquest monument · Carregueu una nova foto d'aquest monument                       |
| Xemeneia de ca l'Izard, antic Vapor Amat                                                                   | BCIL 2013       |                                                                                      | Terrassa C. de la Rasa, 53-55                                                              | 41° 33′ 51″ N, 2° 00′ 37″ E / 41.564051°N,2.010249°E | IPA-42257     | Xemeneia de ca l'Izard (Terrassa) · Vegeu més fotos d'aquest monument · Carregueu una nova foto d'aquest monument                                          |
| Xemeneia de la Manufactura Auxiliar II                                                                     | BCIL 2013       |                                                                                      | Terrassa C. Sant Sebastià - c. Baldrich - c. Prim - c. Pare Font                           | 41° 33′ 22″ N, 2° 00′ 55″ E / 41.556075°N,2.015385°E | IPA-42258     | Xemeneia de la Manufactura Auxiliar II (Terrassa) · Vegeu més fotos d'aquest monument · Carregueu una nova foto d'aquest monument                          |
| Xemeneia de la TIPSA (Trullàs i Palau, SA)                                                                 | BCIL 2013       | XX                                                                                   | Terrassa Ctra. de Rubí, 220                                                                | 41° 33′ 04″ N, 2° 00′ 55″ E / 41.551019°N,2.015369°E | IPA-42259     | Xemeneia de la TIPSA (Terrassa) · Vegeu més fotos d'aquest monument · Carregueu una nova foto d'aquest monument                                            |
| Casino del Comerç                                                                                          | BCIL 2003       | Eclecticisme XX                                                                      | Terrassa C. Sant Pere, 39                                                                  | 41° 33′ 51″ N, 2° 00′ 42″ E / 41.564123°N,2.011653°E | IPA-42668     | Casino del Comerç (Terrassa) · Vegeu més fotos d'aquest monument · Carregueu una nova foto d'aquest monument                                               |
| Xemeneia del Vapor Sala i Badrinas                                                                         | BCIL 2003       | XIX                                                                                  | Terrassa Ctra. Rubí, 100-112                                                               | 41° 33′ 22″ N, 2° 00′ 58″ E / 41.556067°N,2.016194°E | IPA-42671     | Xemeneia del Vapor Sala i Badrinas (Terrassa) · Vegeu més fotos d'aquest monument · Carregueu una nova foto d'aquest monument                              |
| Casa Travesa                                                                                               | BCIL 2003       | Noucentisme XX (1927)                                                                | Terrassa C. de les Magnòlies, 10-12, les Fonts                                             | 41° 31′ 34″ N, 2° 02′ 00″ E / 41.52617°N,2.03328°E   | IPA-42675     | Casa Travesa (Terrassa) · Vegeu més fotos d'aquest monument · Carregueu una nova foto d'aquest monument                                                    |
| Monument a Jaume Jover i Valentí Alagorda                                                                  | BCIL 2003       | Noucentisme 1912                                                                     | Terrassa Pl. de Joan Miró                                                                  | 41° 33′ 39″ N, 2° 01′ 14″ E / 41.560969°N,2.020617°E | IPA-42680     | Monument a Jaume Jover i Valentí Alagorda (Terrassa) · Vegeu més fotos d'aquest monument · Carregueu una nova foto d'aquest monument                       |
| Estadi Olímpic de Terrassa                                                                                 |                 | Escola de Barcelona 1988-1990                                                        | Terrassa C. Jocs Olímpics, 9                                                               | 41° 34′ 34″ N, 2° 00′ 40″ E / 41.5761°N,2.0111°E     | IPA-46285     | Estadi Olímpic (Terrassa) · Vegeu més fotos d'aquest monument · Carregueu una nova foto d'aquest monument                                                  |
| Biblioteca Central de Terrassa                                                                             |                 | Escola de Barcelona 1995                                                             | Terrassa Pg. de les Lletres, 1                                                             | 41° 34′ 08″ N, 2° 00′ 35″ E / 41.568918°N,2.009860°E | IPA-46302     | Biblioteca Central (Terrassa) · Vegeu més fotos d'aquest monument · Carregueu una nova foto d'aquest monument                                              |
| Pont de Can Carbonell                                                                                      |                 | Obra popular                                                                         | Terrassa Torrent de Can Carbonell                                                          | 41° 35′ 29″ N, 2° 00′ 39″ E / 41.591507°N,2.010791°E | IPA-46481     | Carregueu una nova foto d'aquest monument |
| Estació de les Fonts, Ferrocarrils de la Generalitat de Catalunya                                          |                 | Noucentisme 1920                                                                     | Terrassa Pl. de l'Estació de les Fonts, Sant Pere de les Fonts                             | 41° 31′ 42″ N, 2° 02′ 00″ E / 41.5283°N,2.0333°E     | IPA-50663     | Estació de les Fonts (Terrassa) · Vegeu més fotos d'aquest monument · Carregueu una nova foto d'aquest monument                                            |
| Ermita de la Mare de Déu del Roser de Can Fonollet                                                         |                 | Obra popular                                                                         | Terrassa A 50 m del mas de Can Fonollet                                                    | 41° 31′ 10″ N, 2° 01′ 52″ E / 41.519317°N,2.031178°E | IPA-50791     | Carregueu una nova foto d'aquest monument |
| Aqüeducte del torrent de Can Bonvilar                                                                      |                 | Obra popular                                                                         | Terrassa Torrent de Can Bonvilar                                                           | 41° 34′ 28″ N, 2° 03′ 24″ E / 41.574431°N,2.056536°E | IPA-50974     | Carregueu una nova foto d'aquest monument |
| Cabana als Plans de Ca n'Amat                                                                              |                 | Obra popular                                                                         | Terrassa Plans de Ca n'Amat                                                                |                                                      | IPA-52198     | Carregueu una nova foto d'aquest monument |
| Font de la Misèria                                                                                         |                 | Obra popular                                                                         | Terrassa Plans de Ca n'Amat, vora el torrent de la Font del Pigot                          | 41° 35′ 15″ N, 1° 59′ 51″ E / 41.587622°N,1.997372°E | IPA-52199     | Carregueu una nova foto d'aquest monument |
| Teuleria de Can Guitard de la Muntanya                                                                     |                 | Obra popular                                                                         | Terrassa Camí de la Font de la Cirera, Can Guitard de la Muntanya                          | 41° 36′ 01″ N, 1° 58′ 17″ E / 41.60029°N,1.97135°E   | IPA-53130     | Carregueu una nova foto d'aquest monument |